# Храм Гроба Господня
Иерусали́мский храм Воскресе́ния Христо́ва, более известный как Храм Гроба Господня (ивр. כנסייה הקבר, араб. كنيسة القيامة‎, арм. Սուրբ Յարութեան տաճար, греч. Ναὸς τῆς Ἀναστάσεως, лат. Sanctum Sepulchrum) — храм в христианском квартале Старого города Иерусалима. Согласно преданию, восходящему по крайней мере к четвёртому веку, стоит на том месте, где, согласно Священному Писанию, был распят, погребён, а затем воскрес Иисус Христос. Основные права владения и пользования святынями храма принадлежат греческому православному Иерусалимскому патриархату, Иерусалимскому патриархату Армянской апостольской церкви и католическому Францисканскому ордену.

## История

### Постройка императораКонстантина
Ещё первые христиане почитали место распятия и погребения Иисуса Христа, находившееся тогда за городской чертой, вне стен ветхозаветного Иерусалима. Вероятно, память об этом месте не была потеряна после разрушения города Титом в 70 году. По сообщению Евсевия, при строительстве на месте разрушенного Иерусалима при императоре Адриане (135 год) нового римского города Элия Капитолина, на месте пещеры Гроба был построен языческий храм Венеры. Первая церковь Гроба Господня была заложена св. царицей Еленой, строилась под руководством Макария Иерусалимского одновременно с Вифлеемской базиликой. Помимо Гроба Господня, в состав храмового комплекса вошли предполагаемое место Голгофы и место обретения Животворящего креста. В результате был построен монументальный комплекс зданий, общий вид которого вырисовывается при сопоставлении археологических исследований современного здания с описаниями, сделанными раннехристианскими авторами, и изображением на мозаичной карте из церкви в Мадаба (середина V века).
Храмовый комплекс состоял из нескольких частей, вытянутых с запада на восток: круглого храма-мавзолея, названного Анастасис (в переводе с греческого значит «Воскресение»), в центре которого был расположен Гроб Господень, под шестигранным шатровым навесом, далее располагалась базилика — Великая церковь, обращённая алтарем в сторону Анастасиса. Внутри базилики была оборудована крипта, отмечающая место обретения Креста. Между Анастасисом и базиликой, а также и у восточного входа в базилику были устроены перистильные дворы. Главный вход располагался с востока, с одной из основных улиц, и с юга, с городского форума. Сооружение было богато украшено разными породами мрамора, мозаикой и драгоценным литьем.
Храм Воскресения был торжественно освящён 13 сентября 335 года, в память о чём в Православной церкви был установлен праздник Обновления храма.

### Персидское и арабское завоевания
Храмовый комплекс существовал без изменений до захвата в 614 году Иерусалима персидским царем Хосровом II. Сооружения храма были сильно повреждены, но под руководством настоятеля монастыря преподобного Феодосия Модеста (позднее патриарха иерусалимского) по повелению императора Ираклия храм был восстановлен в 629 году, хотя и не в прежнем великолепии. В 637 году Иерусалим был осажден халифом Умаром. Патриарх Софроний сдал город после заверения мусульман о заключении мирного договора, и храм Гроба и основные христианские святыни Иерусалима не были повреждены.
В 1009 году халиф Аль-Хаким би-Амруллах, подогреваемый слухами и наветами против христиан, в нарушение неоднократно подтверждавшегося договора, заключенного ещё патриархом Софронием и халифом Умаром, санкционировал массовые убийства христианского населения Иерусалима и разрушение христианских храмов в городе и окрестностях. В результате этого разрушения была безвозвратно утрачена базилика. Император Константин VIII выторговал у сына Эль-Хакима право на восстановление храма (в обмен на такие уступки, как открытие мечети в Константинополе). Строительные работы продолжались ещё в царствование Константина Мономаха до 1048 года, но по своему масштабу и великолепию этой постройке было далеко до своей античной предшественницы. Было сооружено несколько отдельно стоящих сооружений, напоминающих часовни. Роль главной церкви была отведена ротонде Воскресения, сохранившейся лучше других, в восточном проёме которой была устроена небольшая апсида (так называемая «Мономахос», 1020—1037 годы).
Когда новость о разрушении храма Гроба Господня достигла Европы, она послужила одним из поводов для агитации в Европе к началу Крестовых походов.

### Период крестовых походов

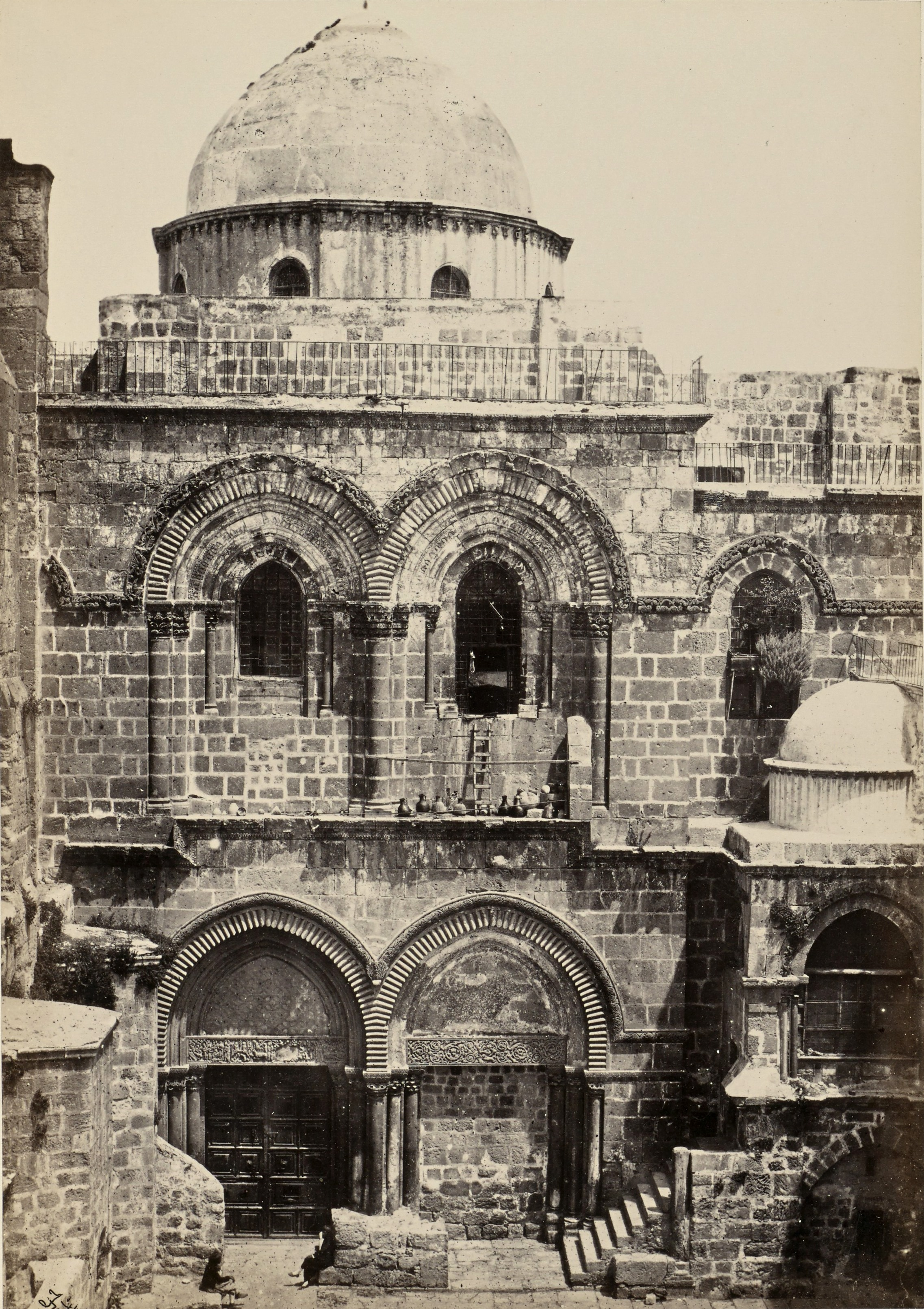
Главный вход в 1858 году

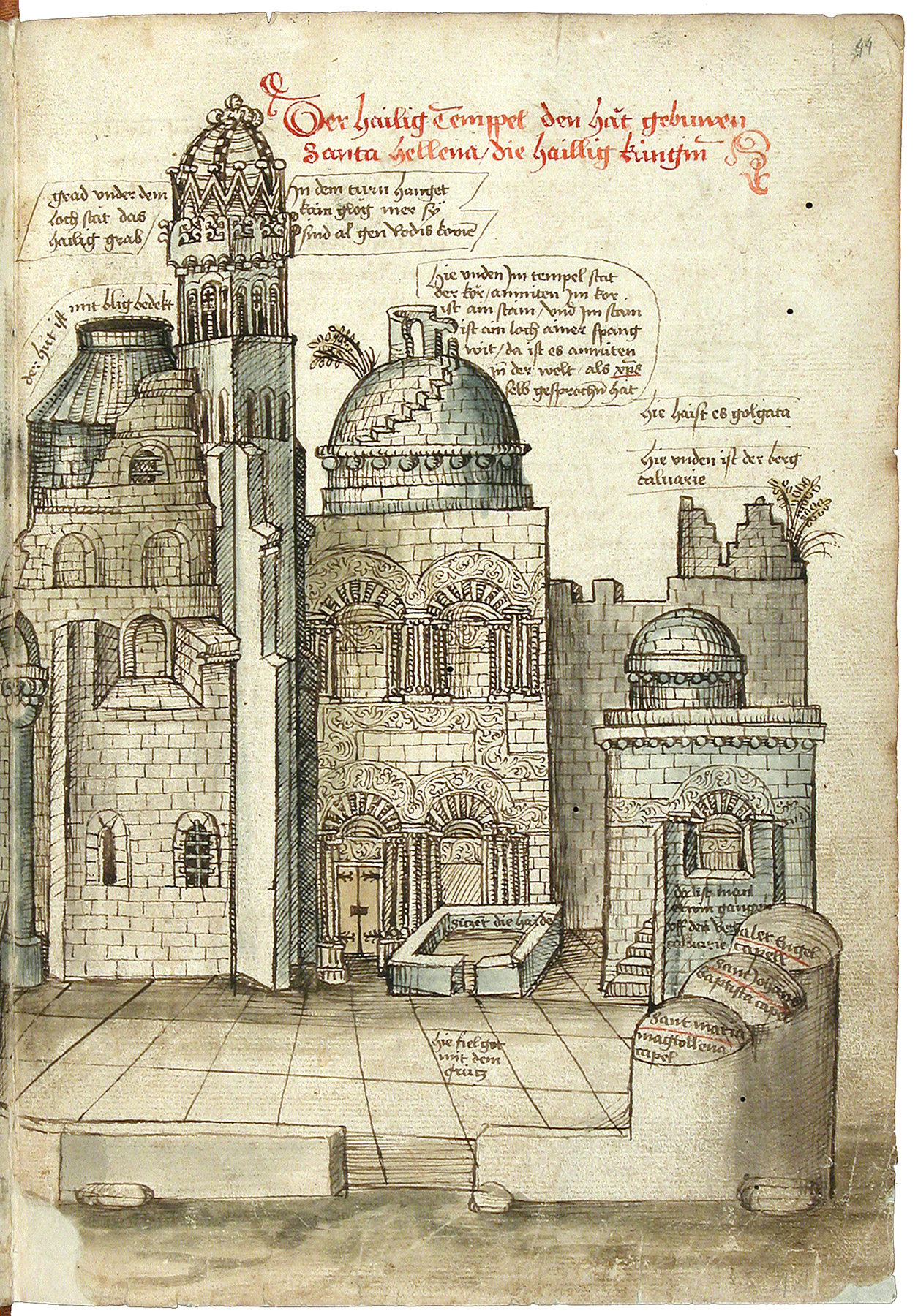
Храм Гроба Господня в 1486 году. Рисунок из описания путешествия в Иерусалим Конрада Грюненберга

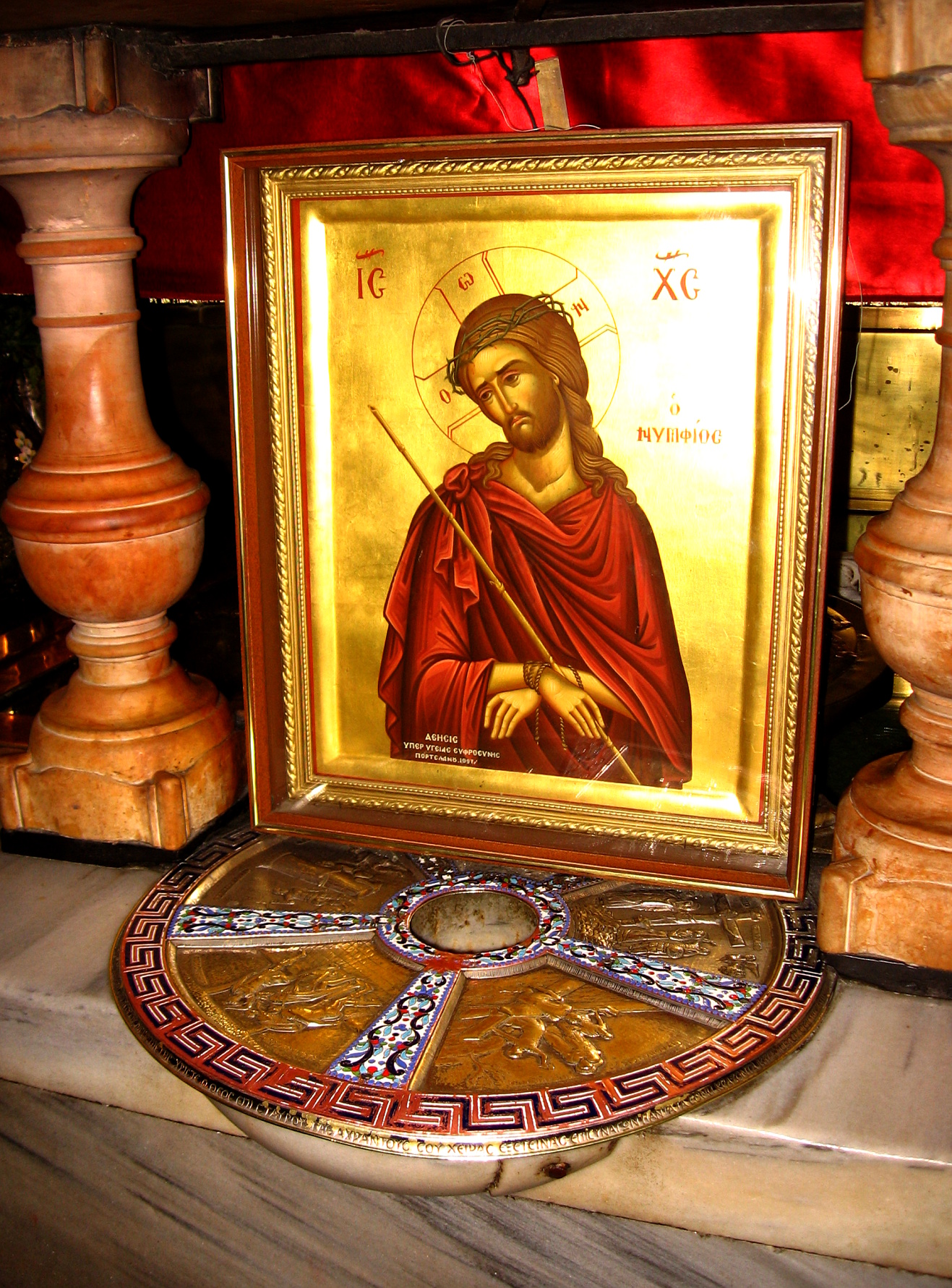
Место распятия Иисуса Христа

В середине XII века крестоносцы с размахом отстроили храм в величественном романском стиле (по его подобию позднее был построен собор Новоиерусалимского монастыря под Москвой). Строительство, описанное хронистом Вильгельмом Тирским, было завершено при королеве Мелисенде возведением звонницы. Крестоносцы приступили к строительству около 1130 года, а освящен храм был 15 июля 1149 года — в день 50-й годовщины взятия Иерусалима. После взятия Иерусалима мусульманами Саладин разрешил христианским паломникам свободно посещать Иерусалим и храм Гроба Господня, а в XIII веке Иерусалимом и самим храмом некоторое время владел отлучённый от церкви император Фридрих II.

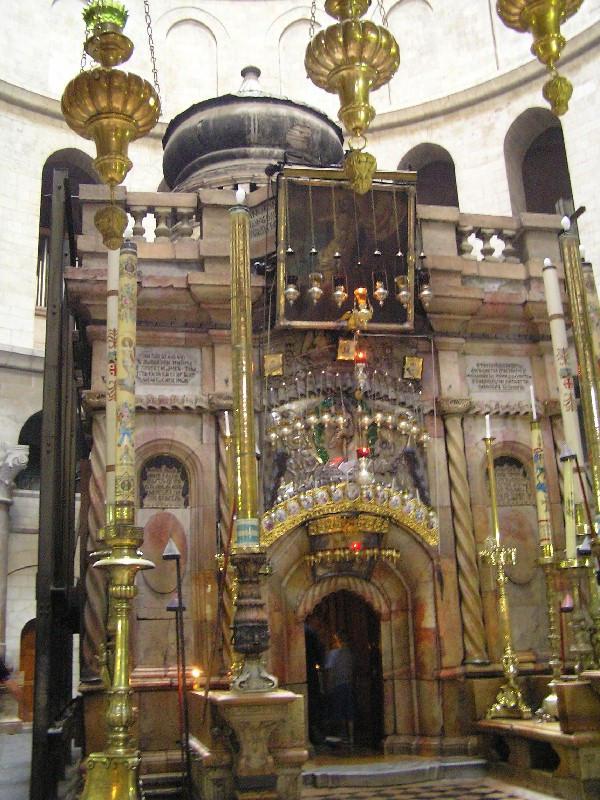
Кувуклия храма Гроба Господня

Построенный в 1130-1147 годах храм Воскресения вновь объединил под одной кровлей все святые места, связанные со смертью и Воскресением Иисуса Христа. Крестоносцы не стали существенно менять структуру западной части здания, круглого Анастасиса, сохранившего планировку и украшения, восходящие ещё ко временам императора Константина Великого. Эти части можно видеть и до сих пор — это кольцевые опоры ротонды, решённые как колонны коринфского ордера на массивных каменных тумбах, которые местная традиция и сейчас называет «столпами Елены».
Основной заботой крестоносцев было возведение новой Великой церкви (Кафоликона), примкнувшей с востока к ротонде. Сооружение имело план в виде Т-образного креста с многочисленными приделами. Интересное решение было осуществлено в восточной части здания, где за главным алтарем был устроен обход со своеобразным «венцом» капелл. Такое решение (т. н. Деамбулаторий) послужило отправной точкой для развития композиций такого типа в средневековом зодчестве Западной Европы. В стилистических приемах оформления интерьеров и наружного убранства заметны и элементы ранней готики. Заключительным аккордом всего ансамбля стало возведение пятиярусной колокольни с стрельчатым завершением, предпринятое на самом закате существования христианских государств Палестины (1160-80 гг.).
Уже в 1400 году храм был украшен двумя куполами, а в 1510 году насчитывал 20 алтарей. Позже после многочисленных сборов со стороны католических паломников патриарх Нектарий начал полную реставрацию и переделку храма. Землетрясение 1545 года привело к понижению колокольни до современного уровня. В 1555 году расширением храма занимались монахи-францисканцы; им же принадлежит внутреннее убранство. Работы по реставрации и улучшению храма продолжались вплоть до 1719 года, и в новом состоянии храм простоял до 11 октября 1808 года, когда в результате пожара сгорело две трети храма. Ремонт был поручен архитектору греческого происхождения, служившему при дворе турецкого султана, Николаосу Калфасу Комниносу.
В этот раз средства были собраны православными верующими, которые с громадными издержками смогли восстановить храм в 1810 году.

### Новое и новейшее время

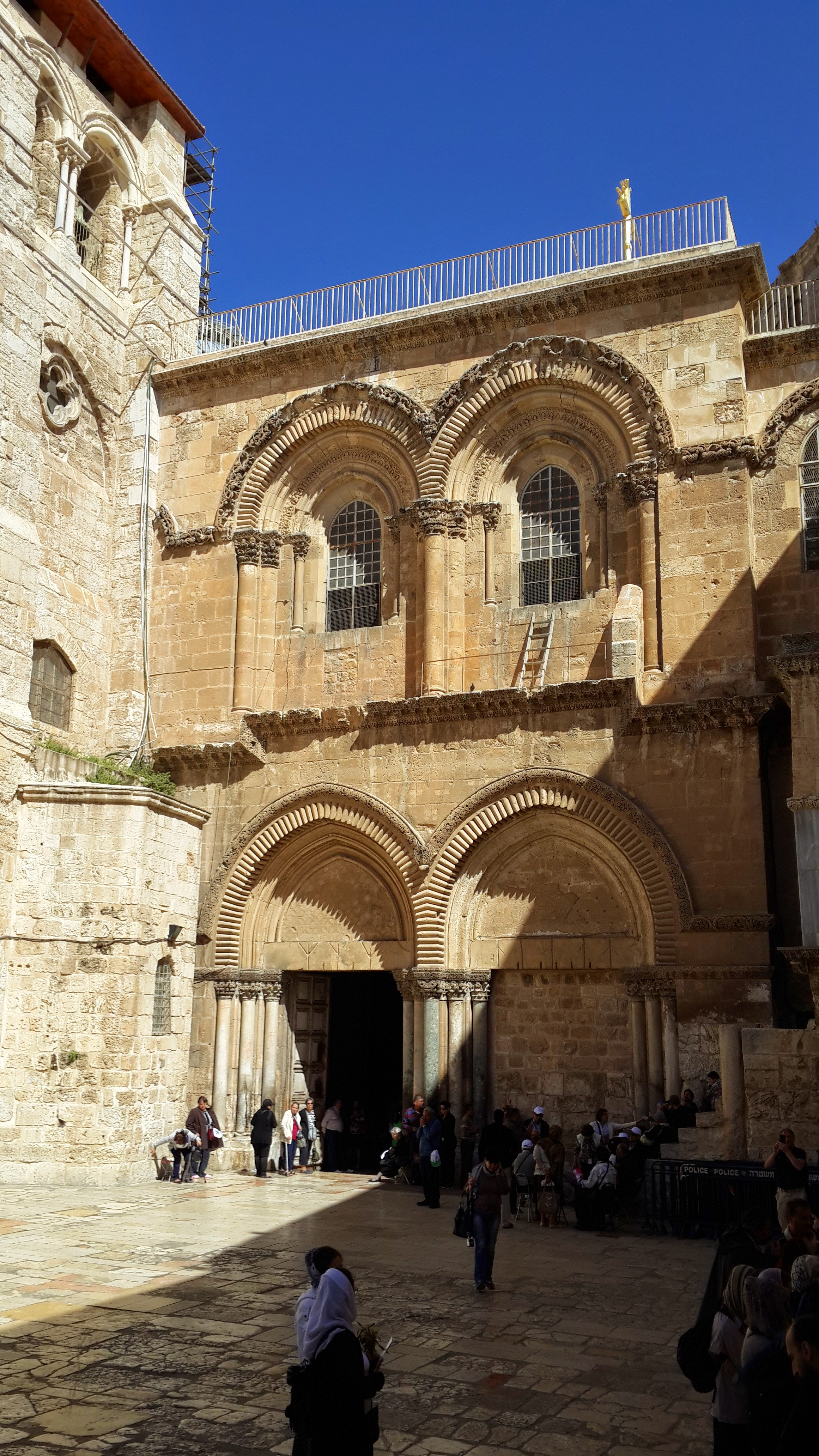
Главный вход, 2015 год

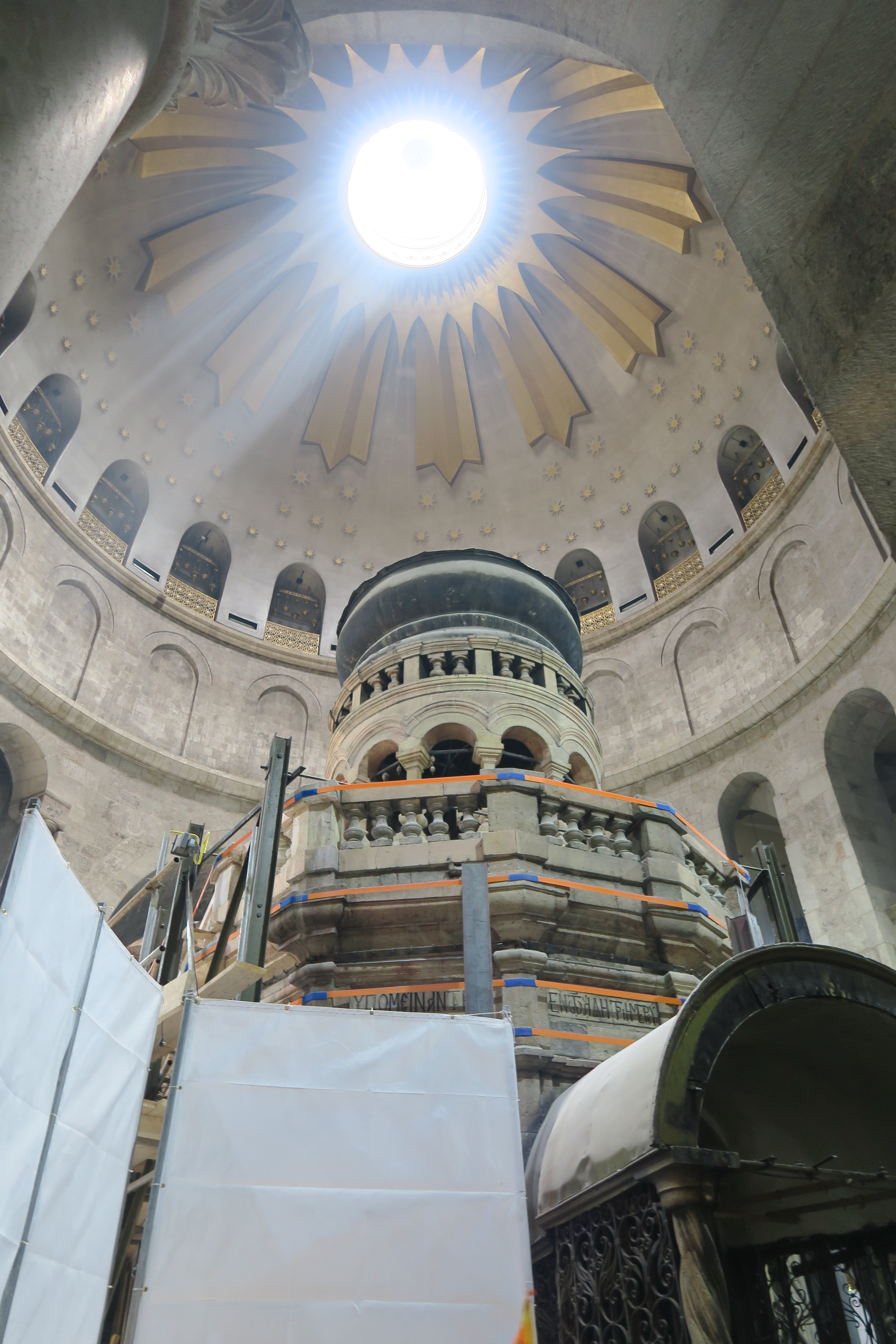
Реставрация Кувуклии. 2016 год

Известен пожар 1808 года, когда сгорел деревянный шатёр над Анастасисом и была повреждена Кувуклия. Однако в 1808—1810 годах ротонда была восстановлена с участием архитекторов из разных стран. В 1860-х годах был сооружён полусферический купол над ротондой из металлоконструкций, своей формой напоминающий первоначальное завершение Анастасиса времён Константина Великого. В таком виде здание существует и сейчас.
В середине XX века планировалась существенная перестройка храма (архитектор Антонио Барлуцци), осуществлению которой помешала Вторая мировая война. В 1959 году началась основательная реставрация здания; в 1995—1997 годах реставрационные работы коснулись и купола. В 2013 году на колокольне был установлен последний недостающий колокол, изготовленный в России.
В 2016 году началась масштабная реконструкция храма. В результате реставрационных работ (руководила профессор из Афин Антония Моропулу), которые завершились в марте 2017 года, среди прочего с Кувуклии были убраны поддерживающие металлические балки.
25 февраля 2018 года главы христианских конфессий в Иерусалиме приняли беспрецедентное решение о закрытии храма Гроба Господня в знак протеста против законопроекта о передаче государству прав на некоторые церковные земли и против взимания городского налога (арнона) с церковной недвижимости. Вход в главную святыню христианского мира был закрыт на неопределённое время впервые за почти 70 лет существования Израиля.
28 февраля 2018 года храм Гроба Господня был вновь открыт для паломников.
В 2024 году в ходе раскопок итальянские ученые из университета Ла Сапиенца обнаружили в северо-восточной части храма римское языческое святилище, созданное предположительно после разрушения Иерусалима из-за восстания иудеев в 66—73 годах нашей эры.

## Структура и современный статус

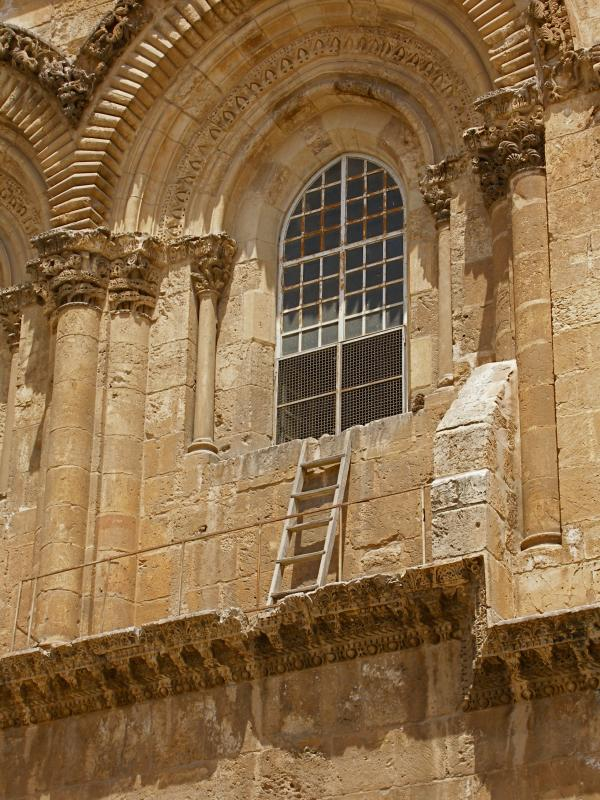
Недвижимая лестница, фасад храма

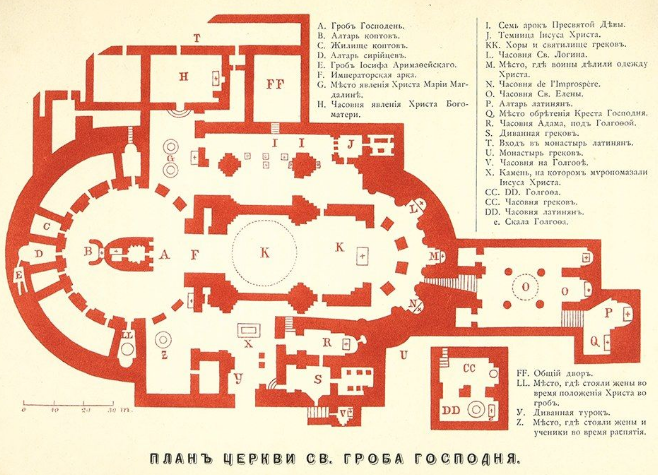
План церкви св. Гроба Господня (1872)

Схема расположения Голгофы и Гроба Господня в современном храме

Современный храм Гроба Господня — архитектурный комплекс, включающий Голгофу с местом Распятия, ротонду (сооружение с куполом, под которым непосредственно расположена Кувуклия), Кафоликон (соборный храм Иерусалимской Церкви), подземный храм Обретения Животворящего Креста, храм святой равноапостольной Елены и несколько приделов. На территории Храма Гроба Господня расположено несколько монастырей, ряд вспомогательных помещений, галерей и т. п.
Храм разделён между шестью конфессиями христианской церкви: греко-православной, католической, армянской, коптской, сирийской и эфиопской, каждой из которых выделены свои приделы и часы для молитв. Так, церковь францисканцев и Алтарь гвоздей принадлежат католическому ордену св. Франциска, храм равноапостольной Елены и придел «Три Марии» — Армянской апостольской церкви, могила св. Иосифа Аримафейского, алтарь на западной части Кувуклии — Коптской церкви. Голгофа, Кафоликон принадлежат Иерусалимской Православной Церкви. Кувуклия находится в совместном пользовании различных конфессий — литургию на Гробе Господнем друг за другом служат православные (в 1 час ночи), армяне (в 4 часа утра), затем католики (с 6 часов утра до 9).
Нередко такое деление служит причиной конфликтов между представителями различных конфессий. Чтобы не было никаких недоразумений между различными конфессиями, ключи от храма с 1192 г. хранятся в арабско-мусульманской семье Джауда Аль Гадийа (араб. جودة آل غضية‎), причём право отпирать и запирать дверь принадлежит другой мусульманской семье Нусайба (араб. عائلة نسيبة‎). Эти права на протяжении веков передаются в обеих семьях от отца к сыну.

## Святыни
- Гроб Господень. Находится в Кувуклии. Принадлежит Иерусалимской православной церкви, Латинскому патриархату Иерусалима и Армянской апостольской церкви;
- Место, на котором, по преданию, стоял Крест Христов. Находится на Голгофе в приделе Распятия. Принадлежит Иерусалимской православной церкви[19][20];
- Камень помазания. Находится в притворе храма. Принадлежит Иерусалимской православной церкви, Латинскому патриархату Иерусалима и Армянской апостольской церкви[21];
- Камень, по преданию, являющийся частью камня, отваленного от Гроба Господня ангелом. Находится в приделе Ангела в Кувуклии. Этот камень является греческим православным престолом[22];
- Место обретения Креста Господня. Место обозначено плитой с изображением креста. Находится в пещере в приделе Обретения Креста. Принадлежит Иерусалимской православной церкви[23];
- Часть колонны, к которой, по преданию, был привязан Иисус Христос во время бичевания[24]. По другому преданию, на этот столб посадили Иисуса Христа, надев на него терновый венец, и насмехались над ним. Находится в приделе Тернового венца или Осмеяния. Принадлежит Иерусалимской православной церкви[23][25];
- Темница Христова. Возможно, на этом месте находился Иисус Христос перед казнью. Принадлежит Иерусалимской православной церкви[23];
- Самая большая в мире частица Животворящего Креста Господня и множество мощей святых. Находятся в православной сокровищнице справа от входа в храм[24].

## Галерея

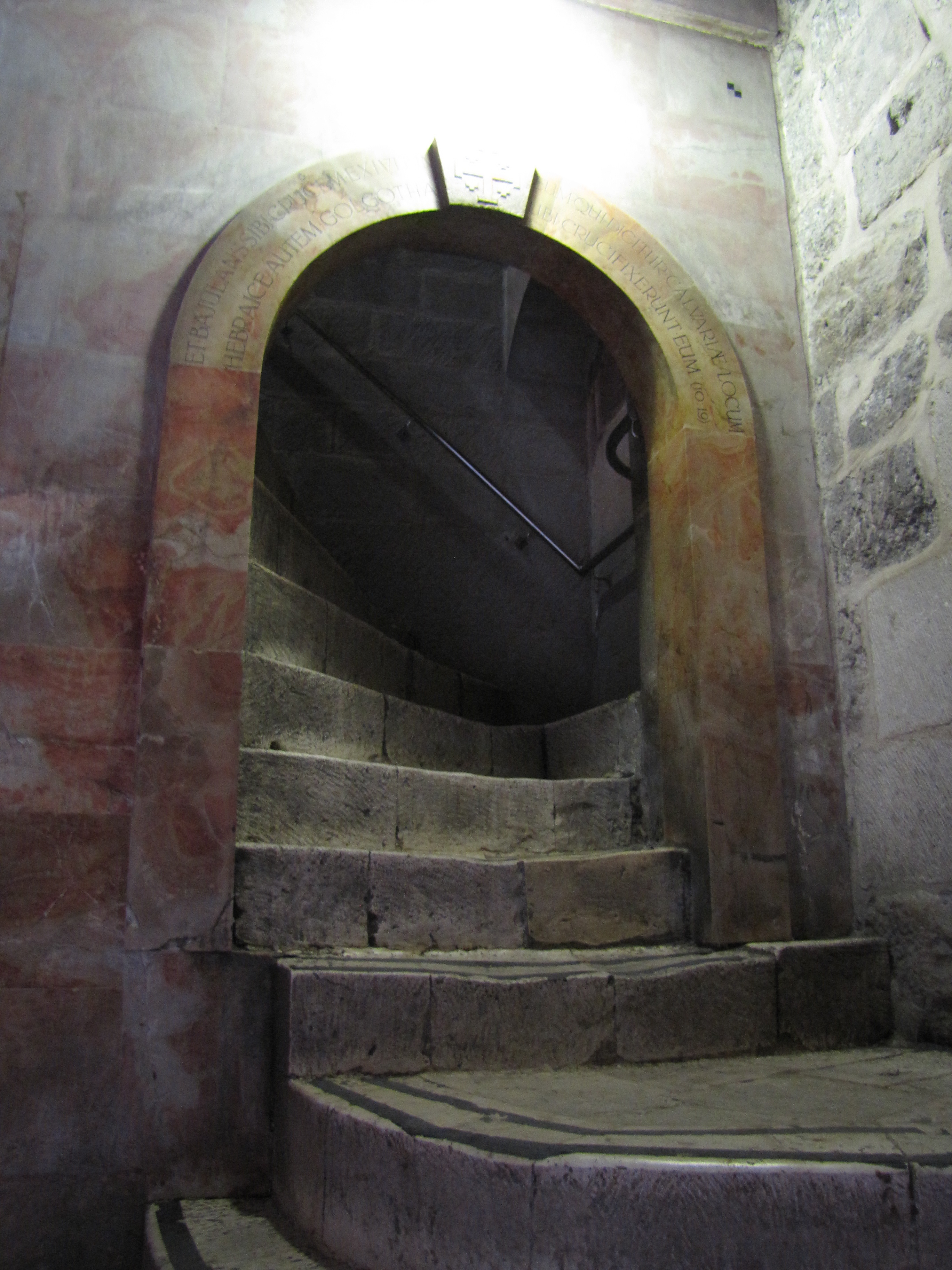
Лестница на Голгофу
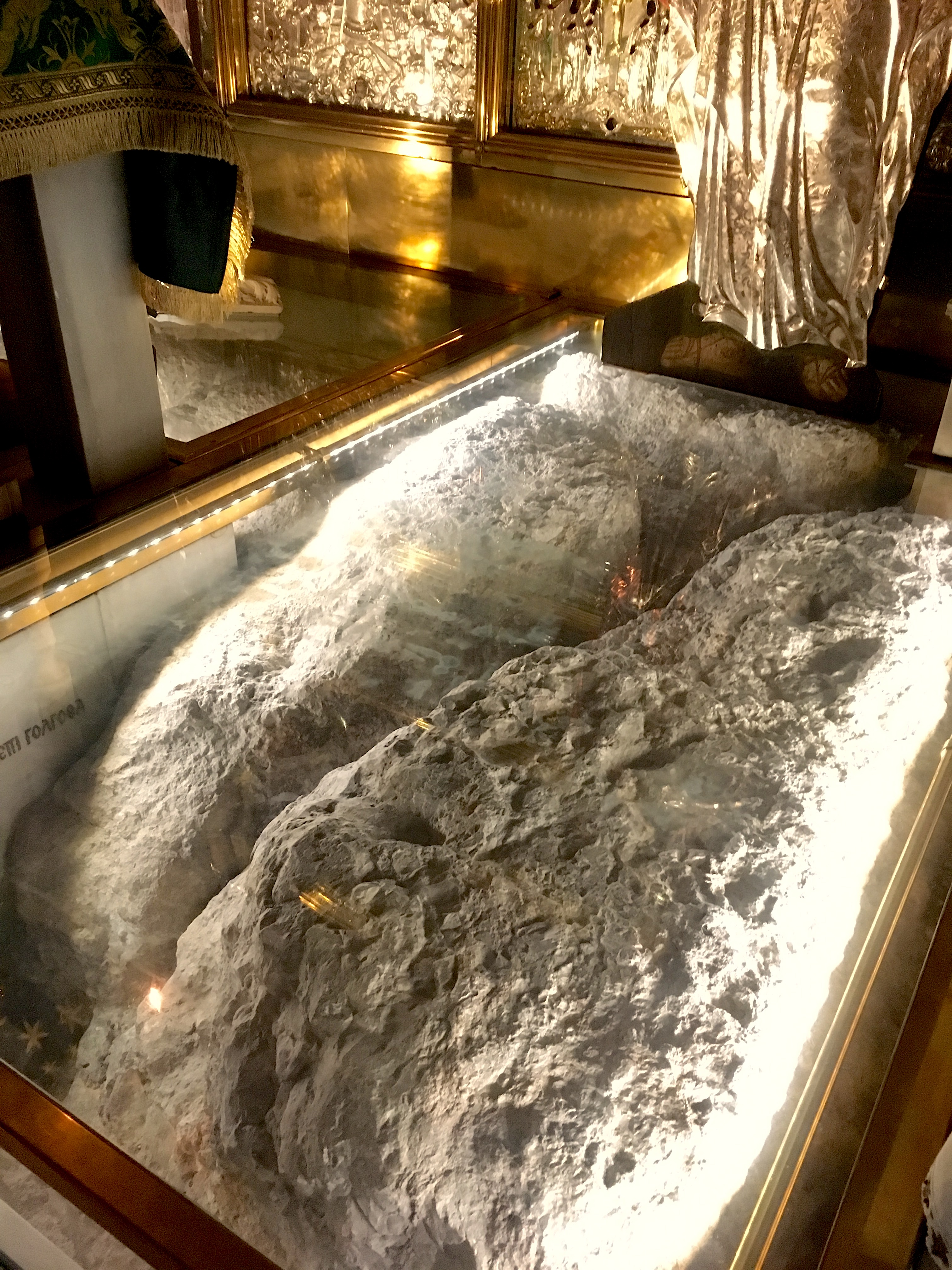
Вершина Голгофы под стеклом
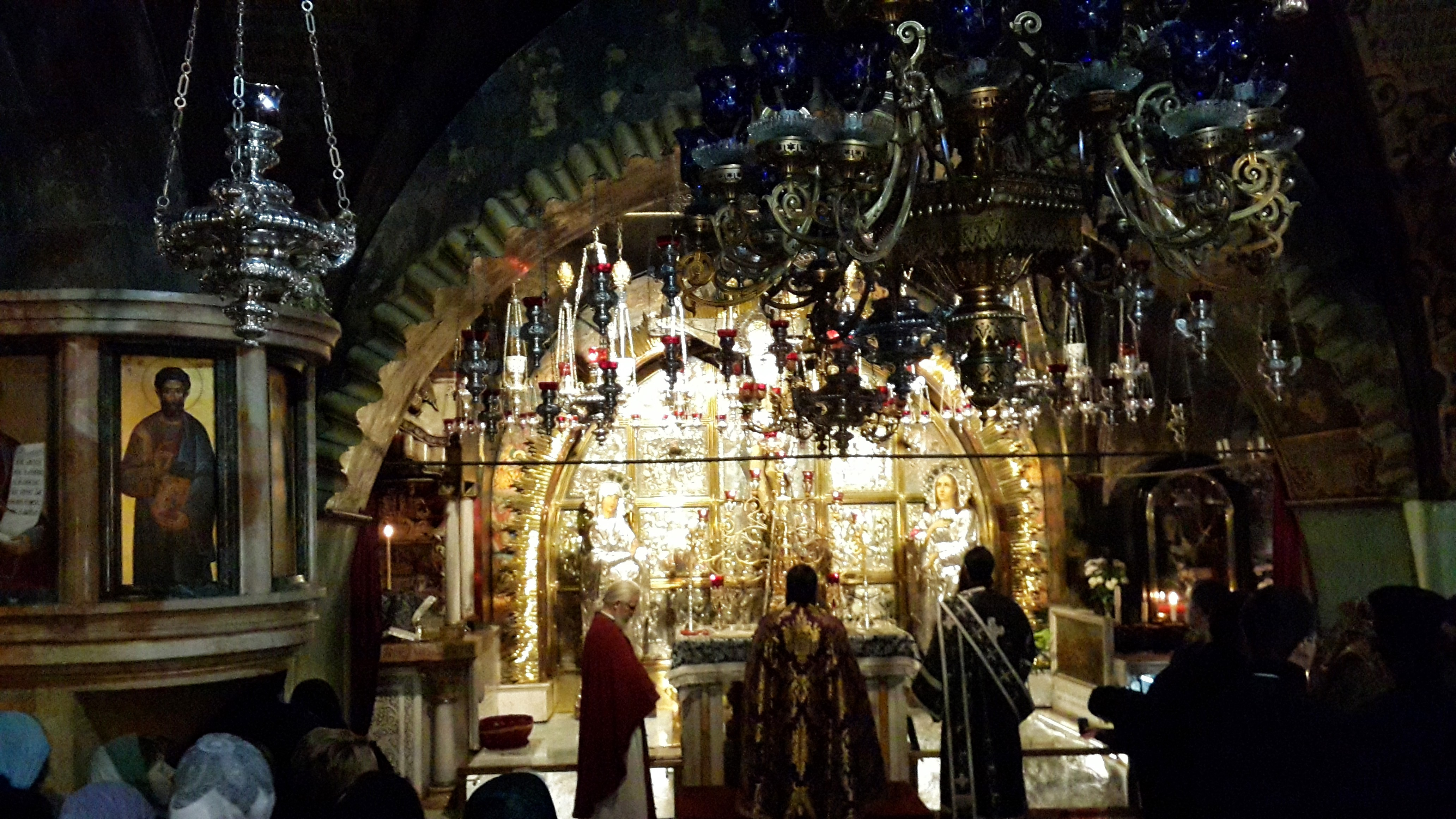
Богослужение на Голгофе
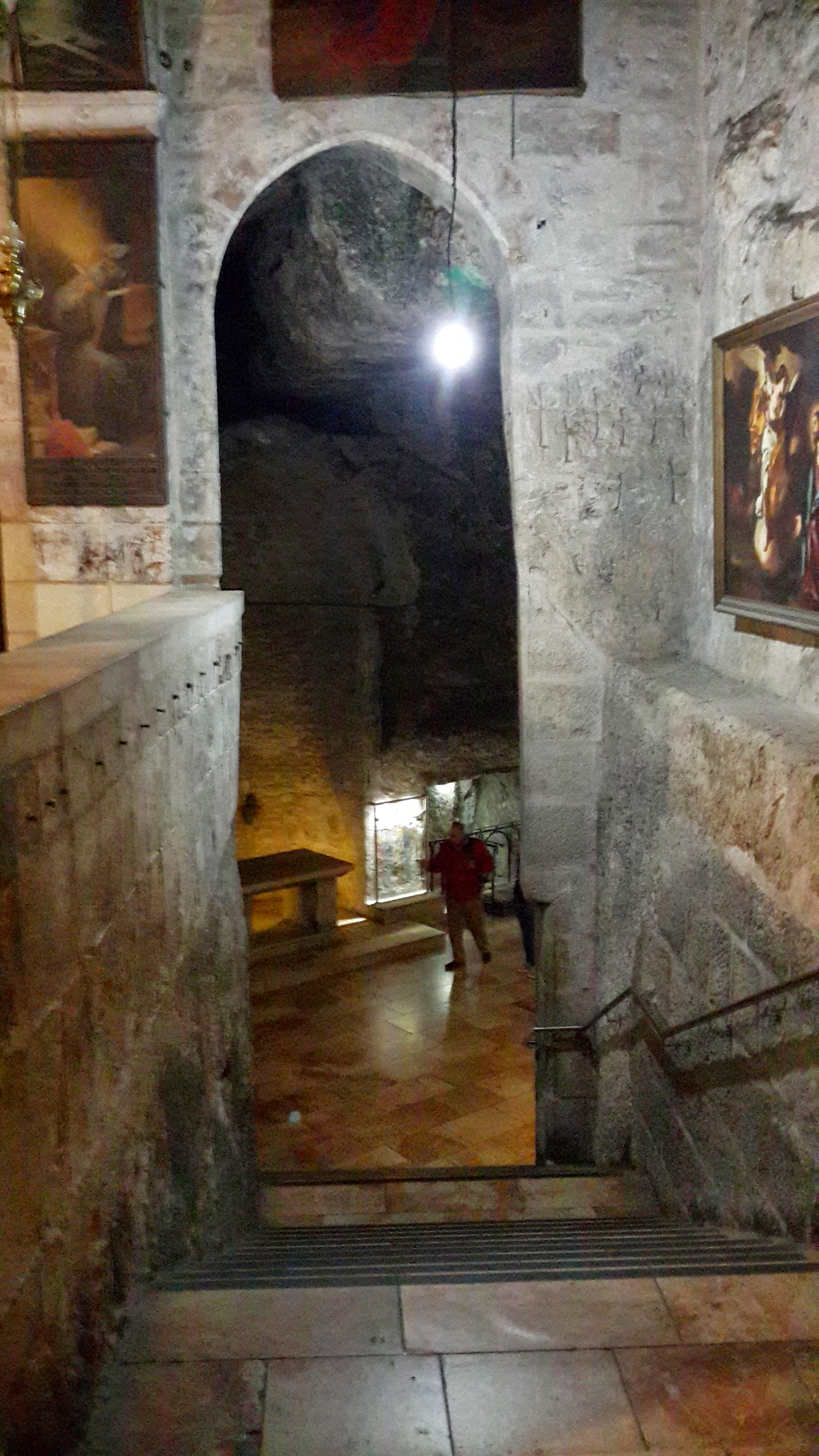
Спуск с Голгофы
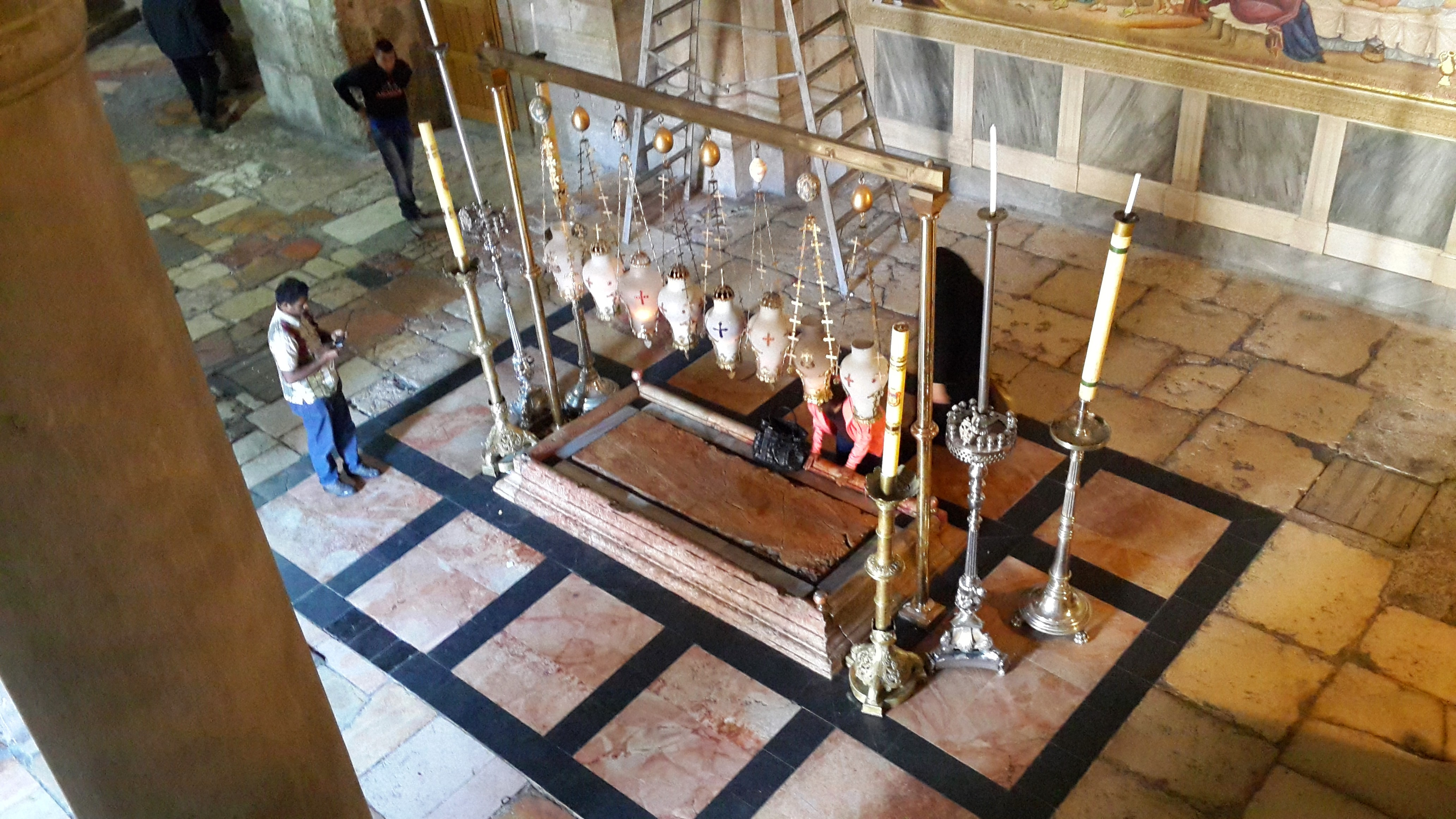
Камень Миропомазания (вид сверху)
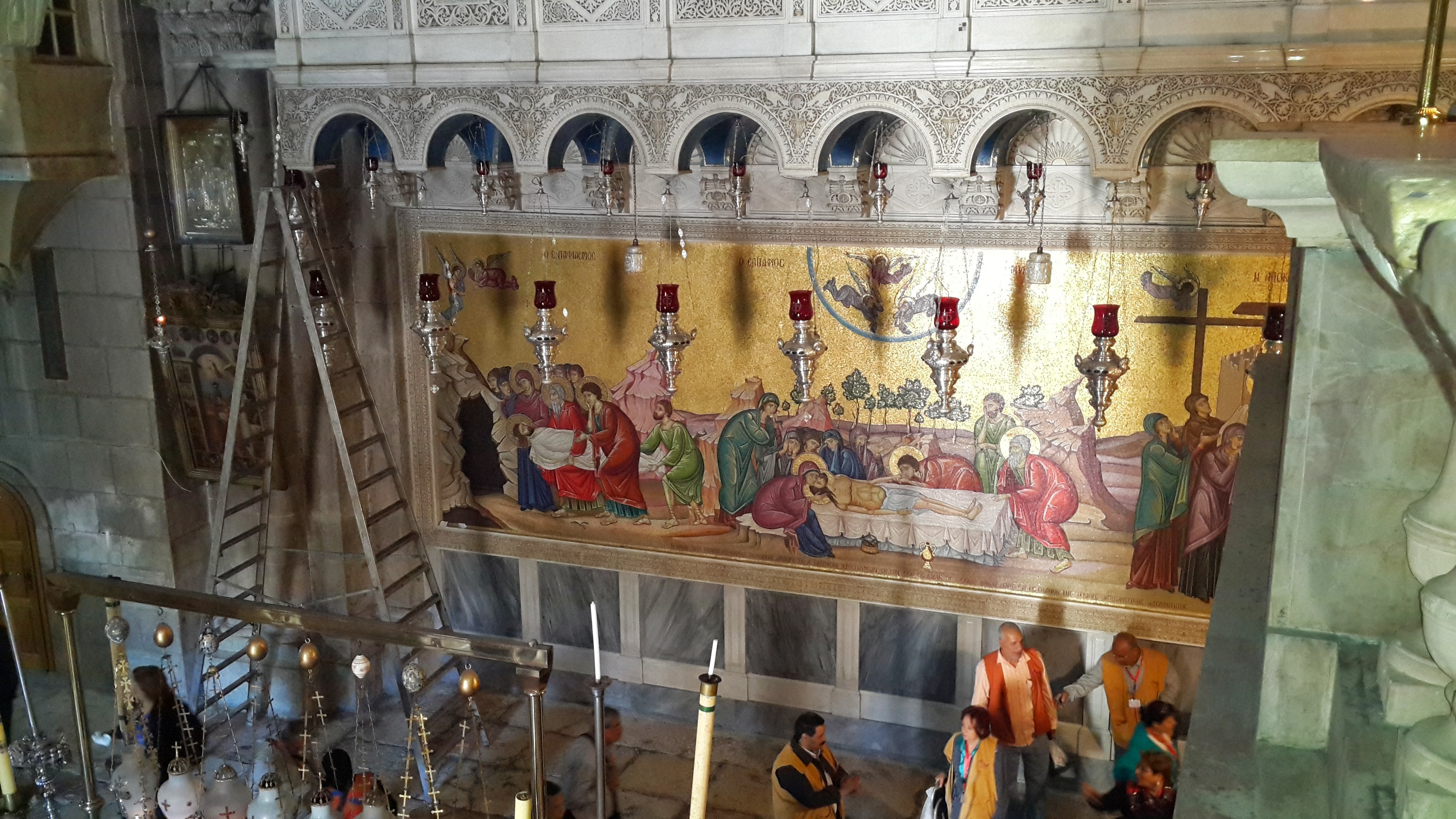
Мозаичное панно, изображающее миропомазание Христа (вид сверху)
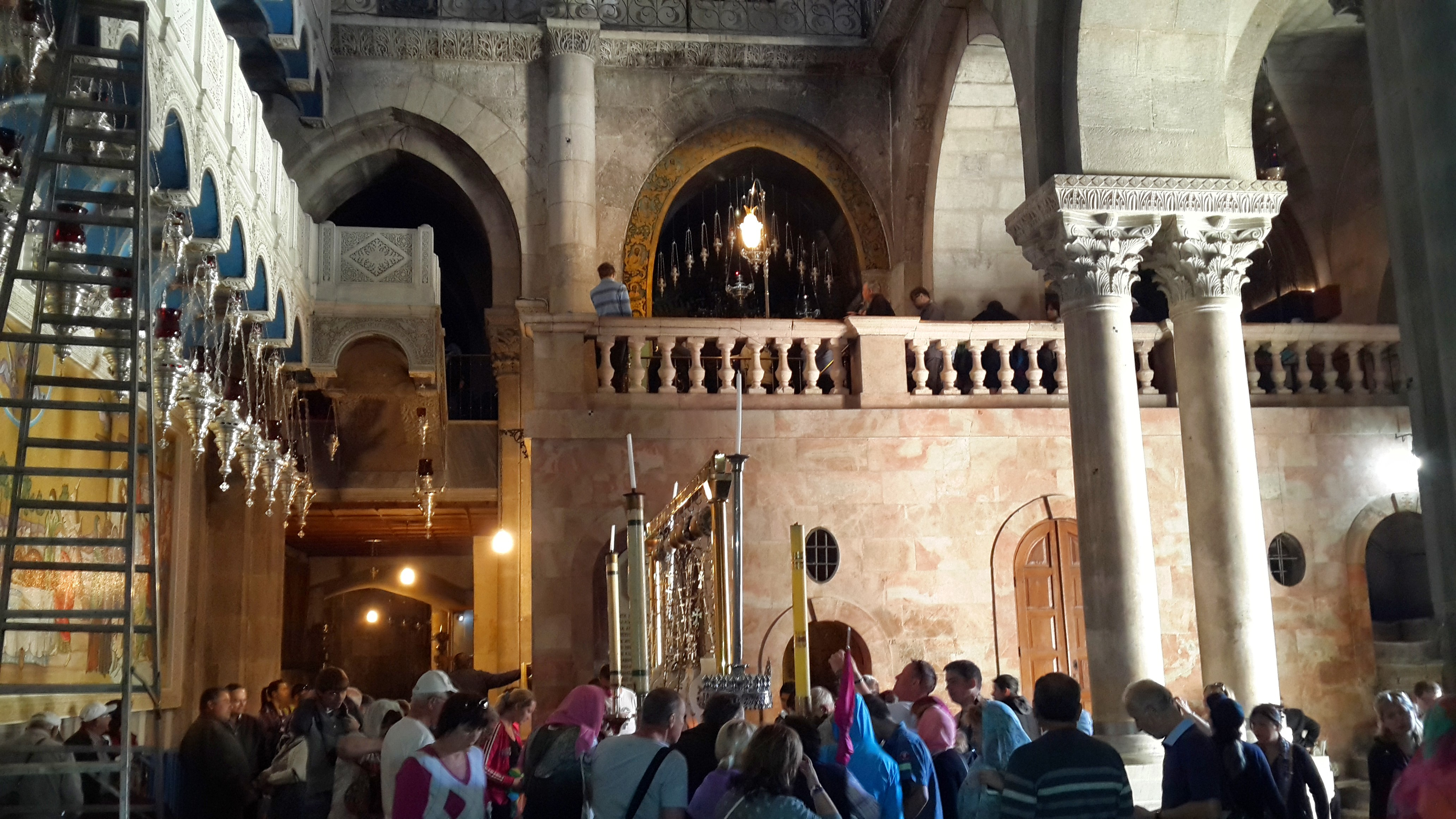
Вид на Голгофу и Камень Миропомазания
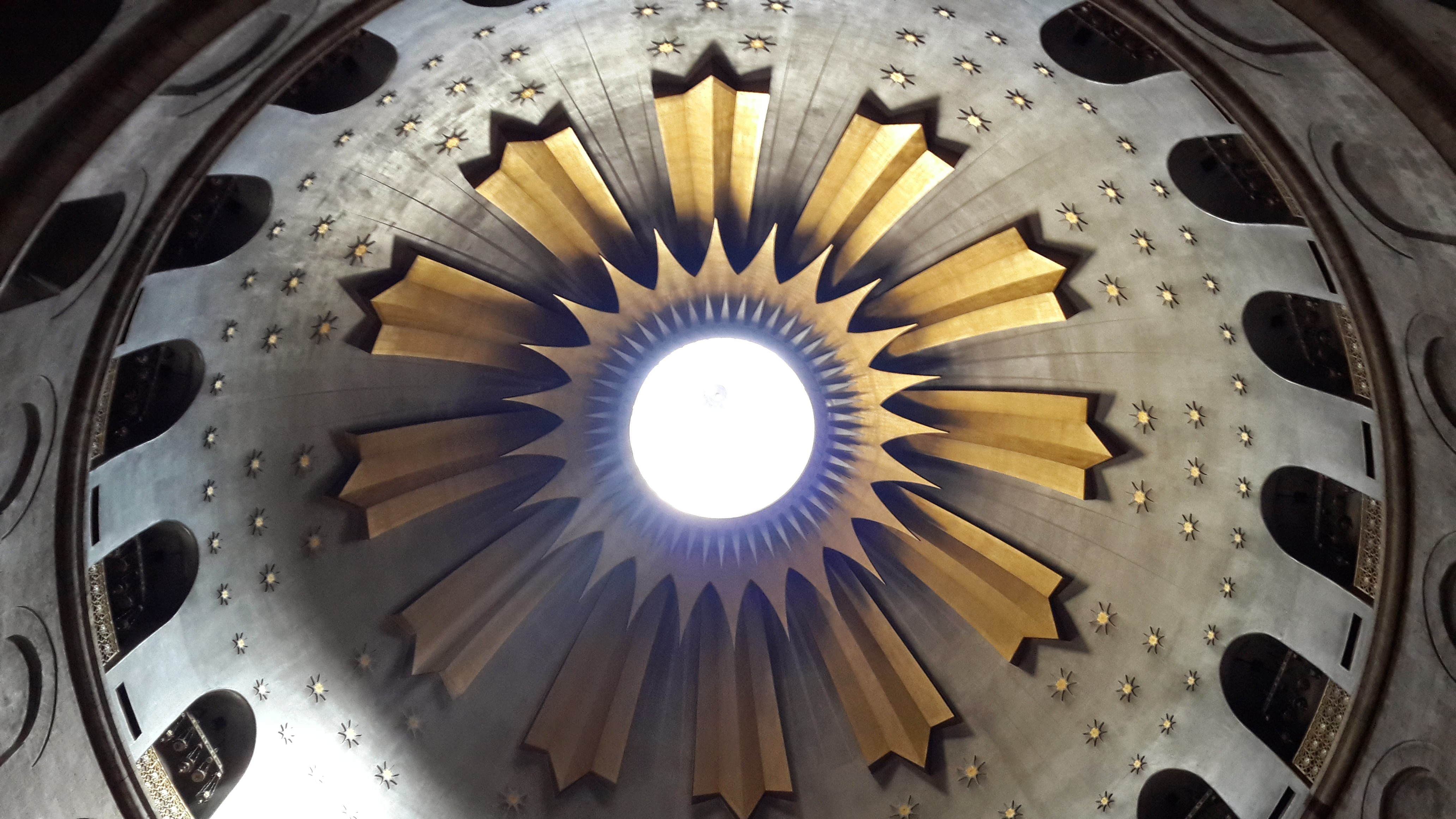
Купол ротонды над Кувуклией
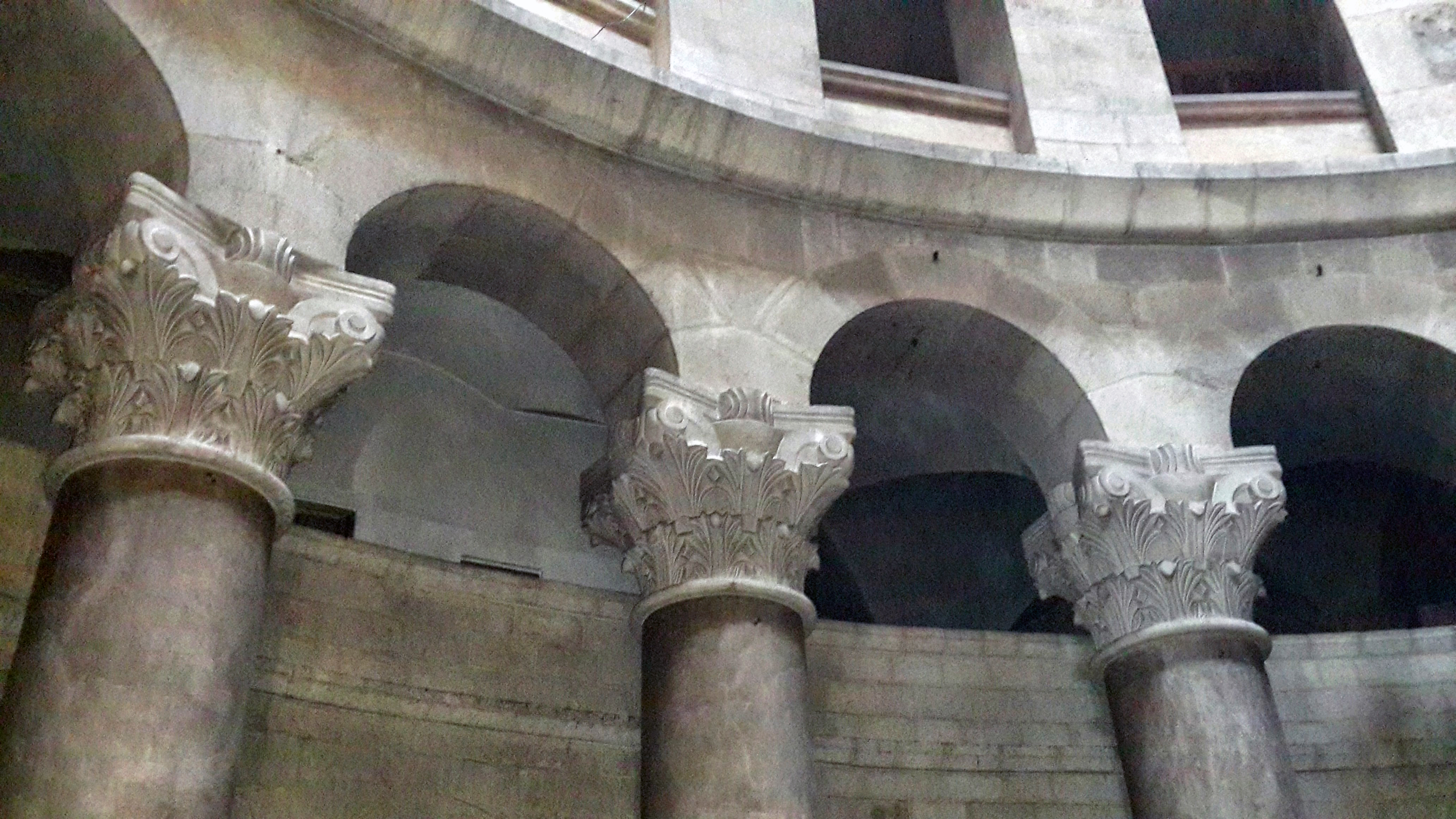
Капители колонн ротонды
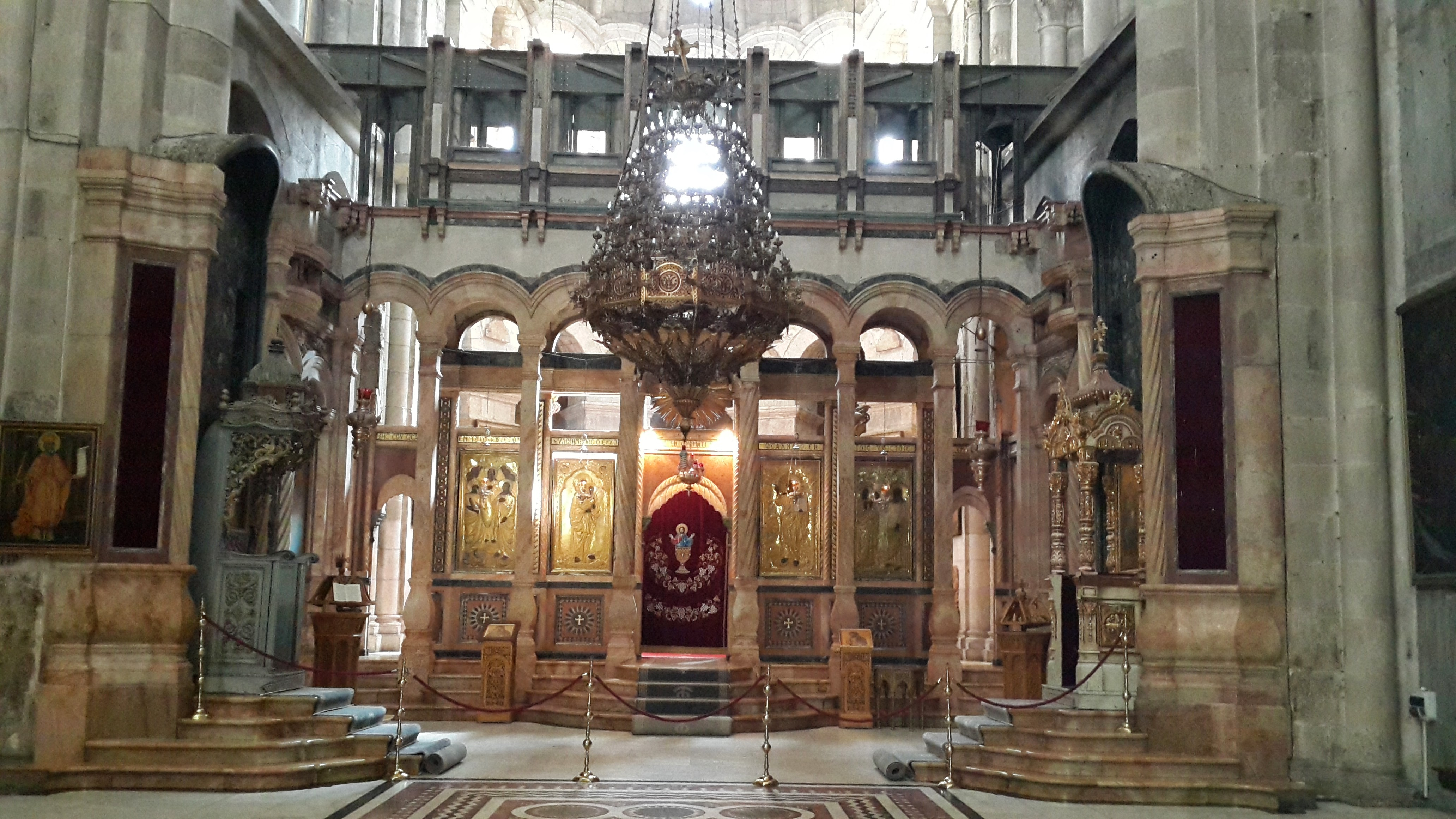
Кафоликон
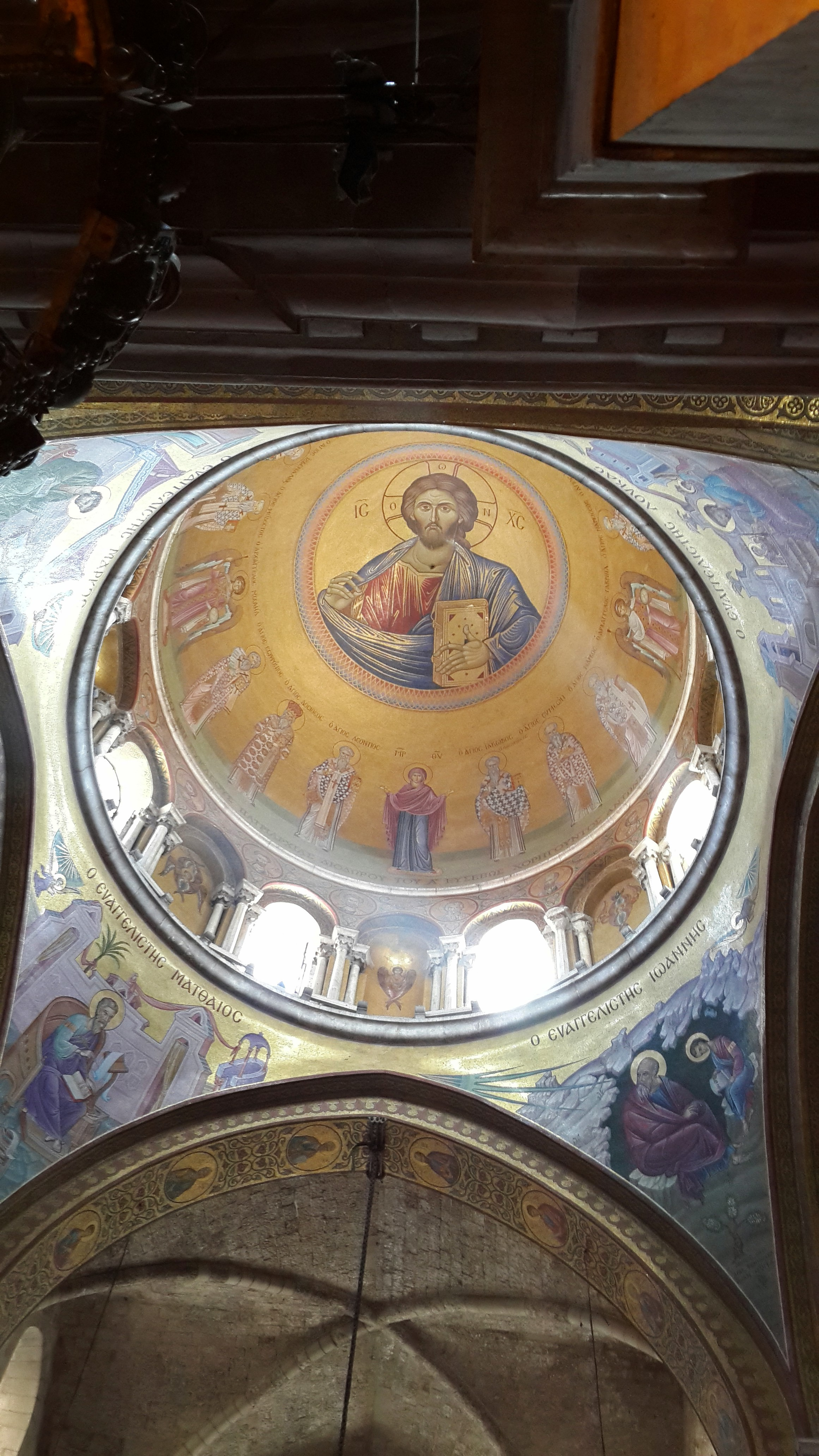
Купол над кафоликоном
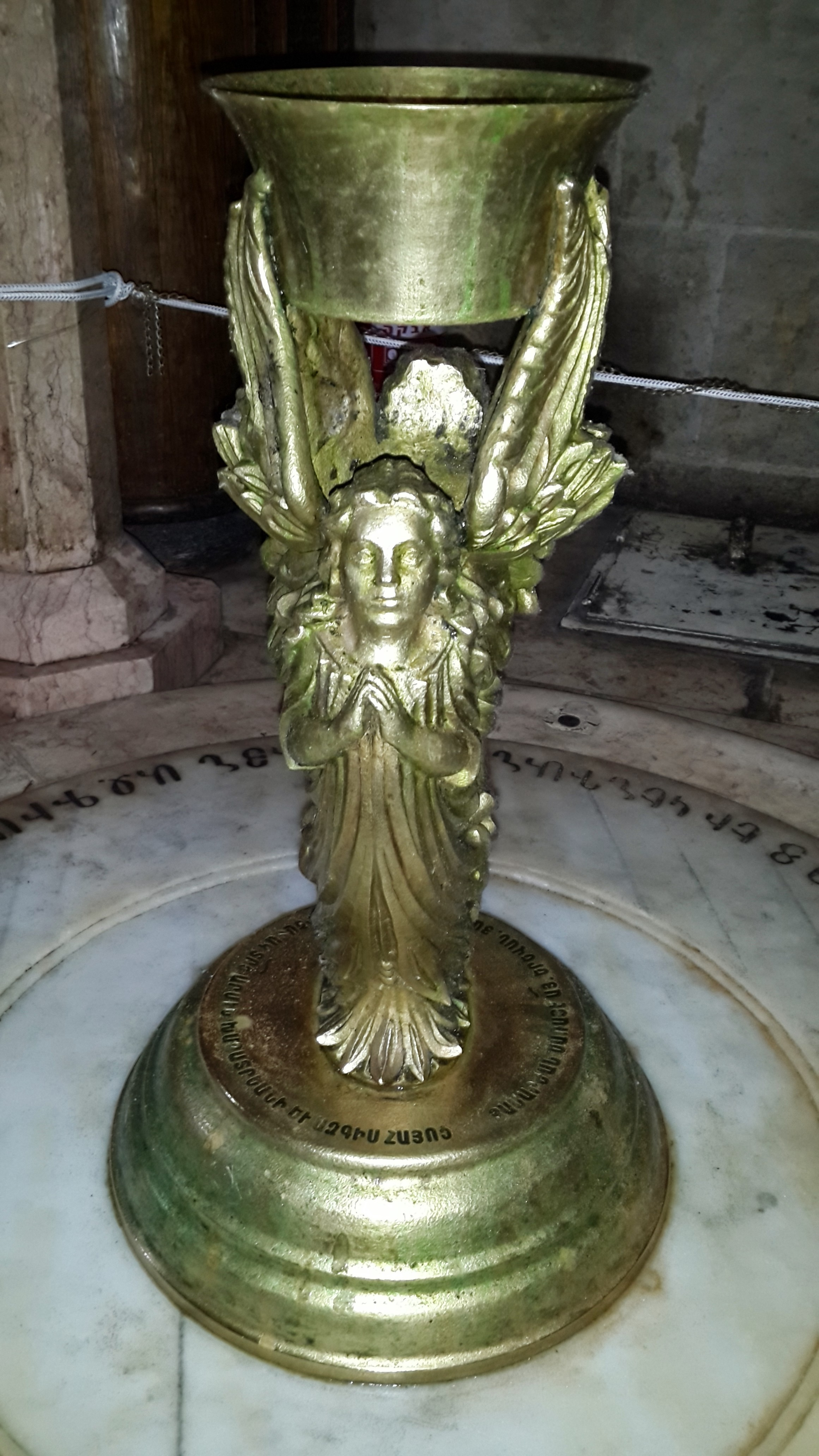
Капелла Трёх Марий
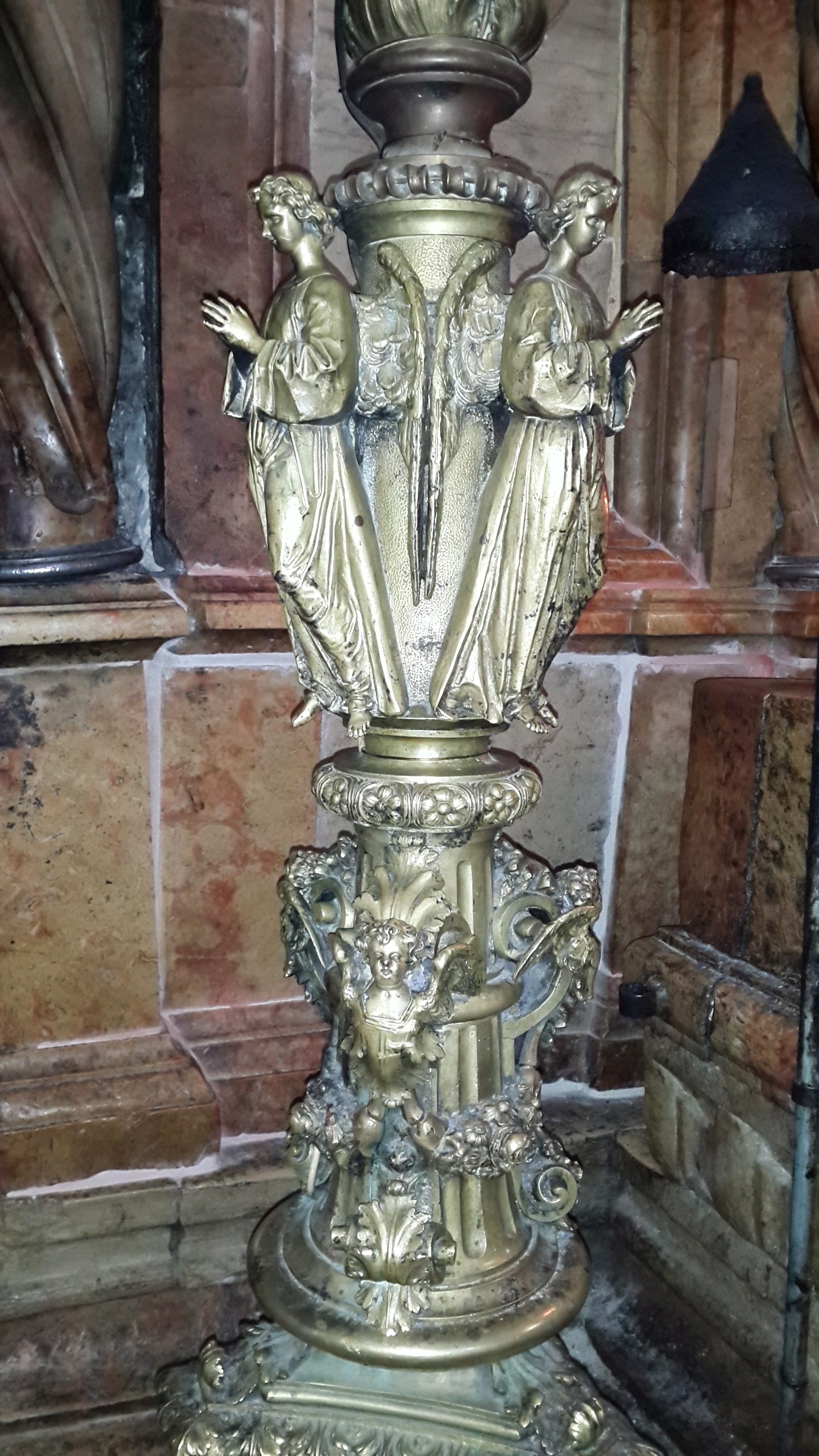
Деталь подсвечника
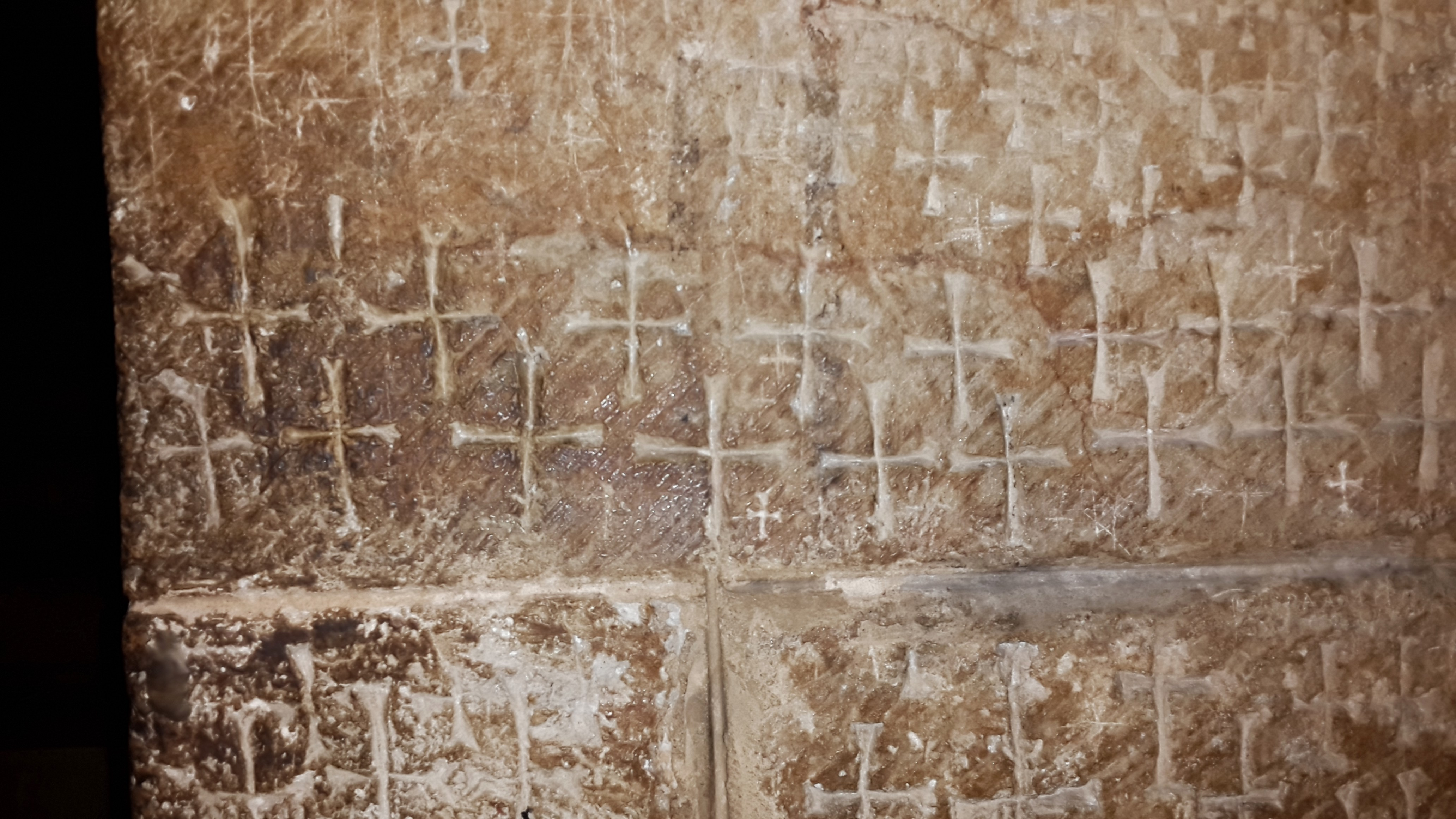
Граффити крестоносцев
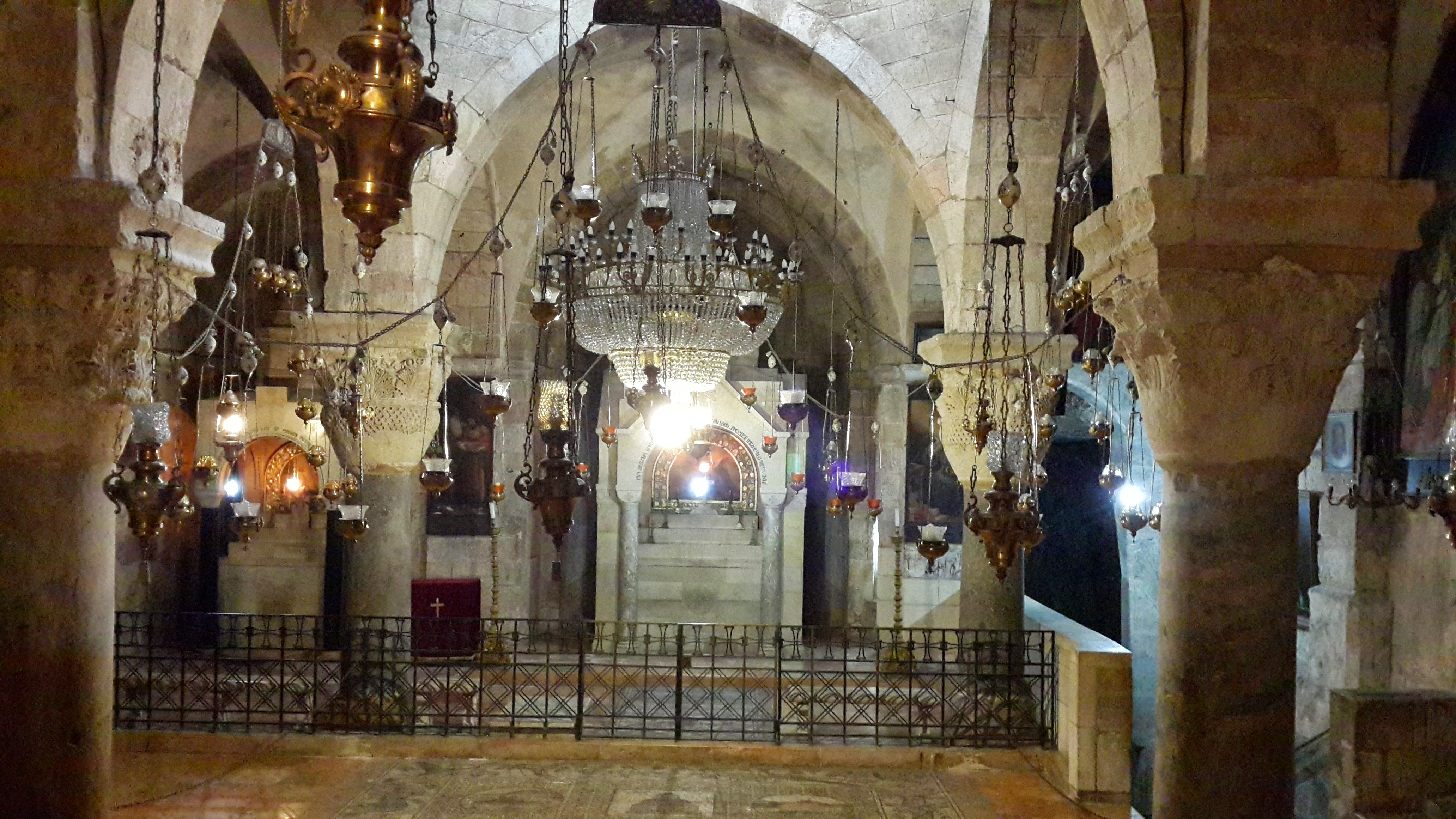
Капелла св. Елены
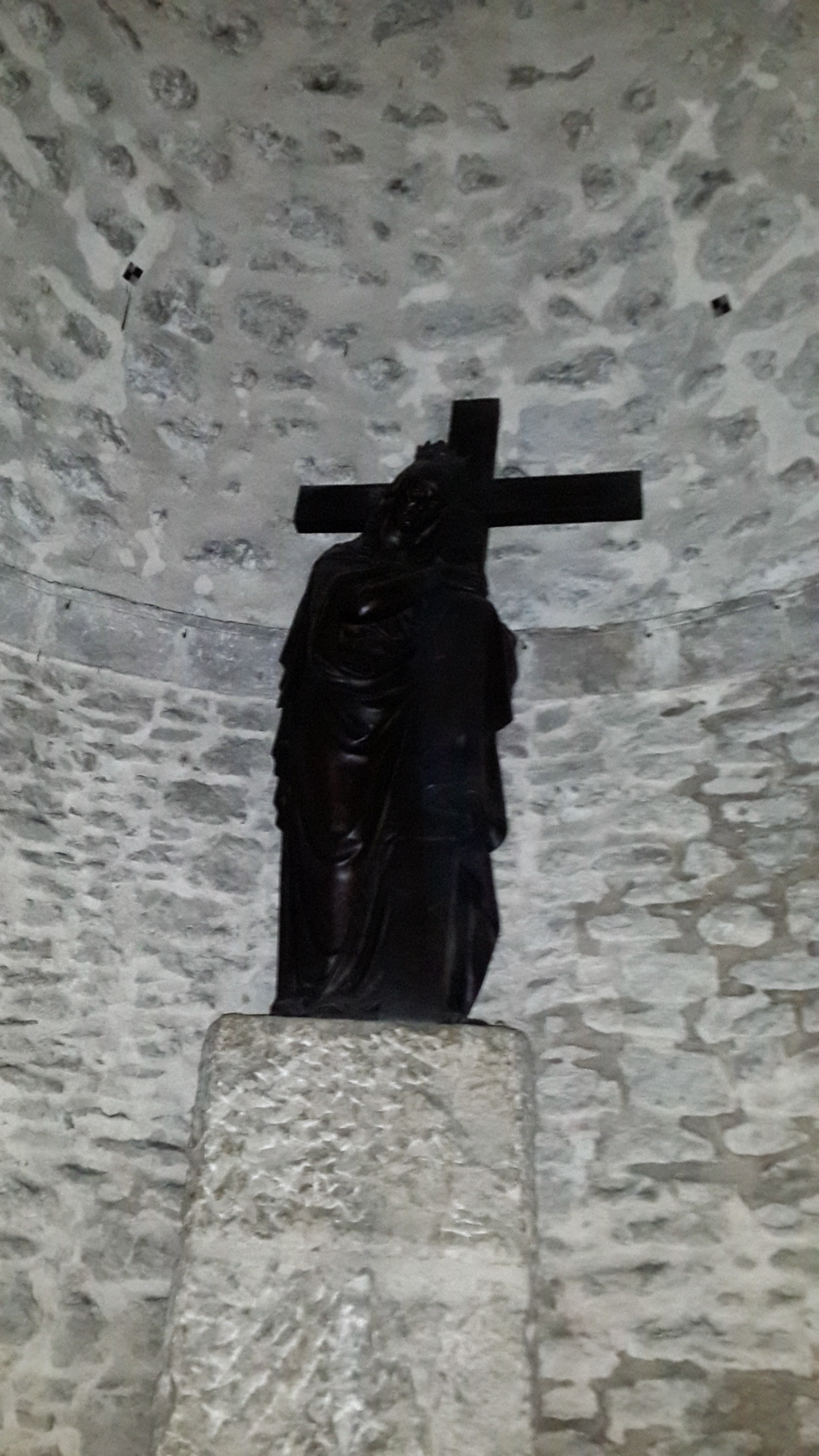
Капелла Обретения Креста
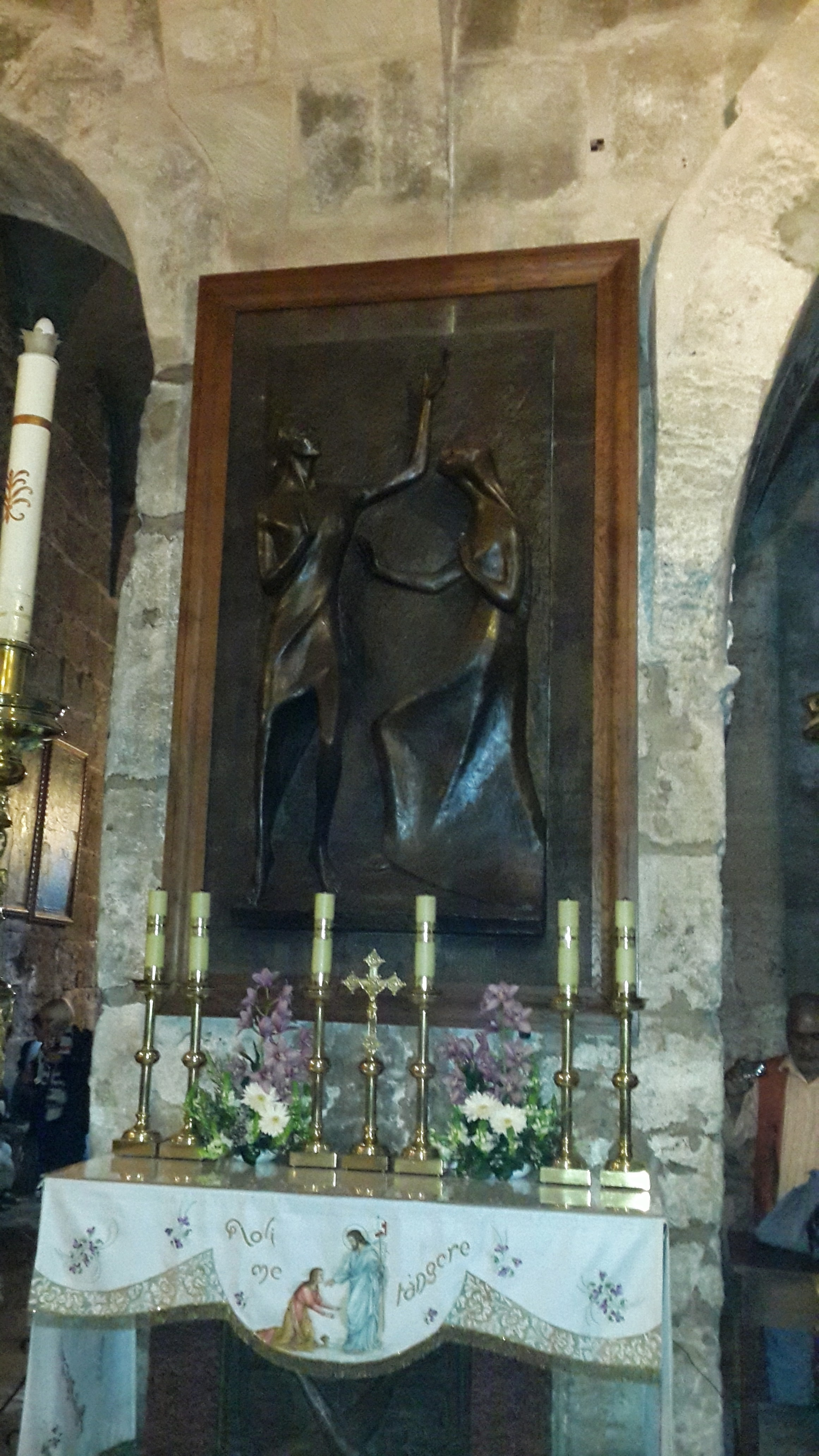
Алтарь явления Христа Марии Магдалине
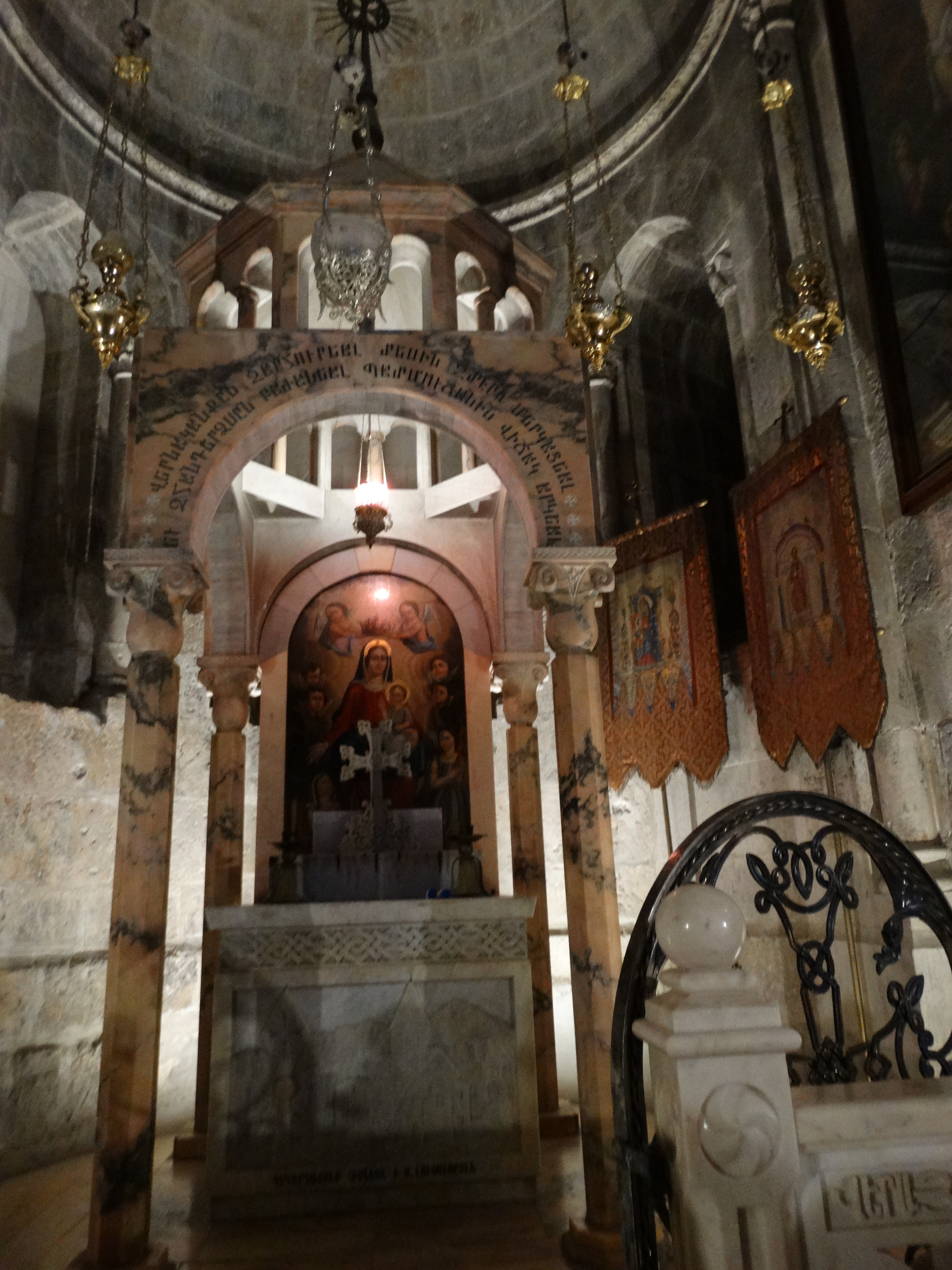
Часовня разделения ризы Иисуса Христа
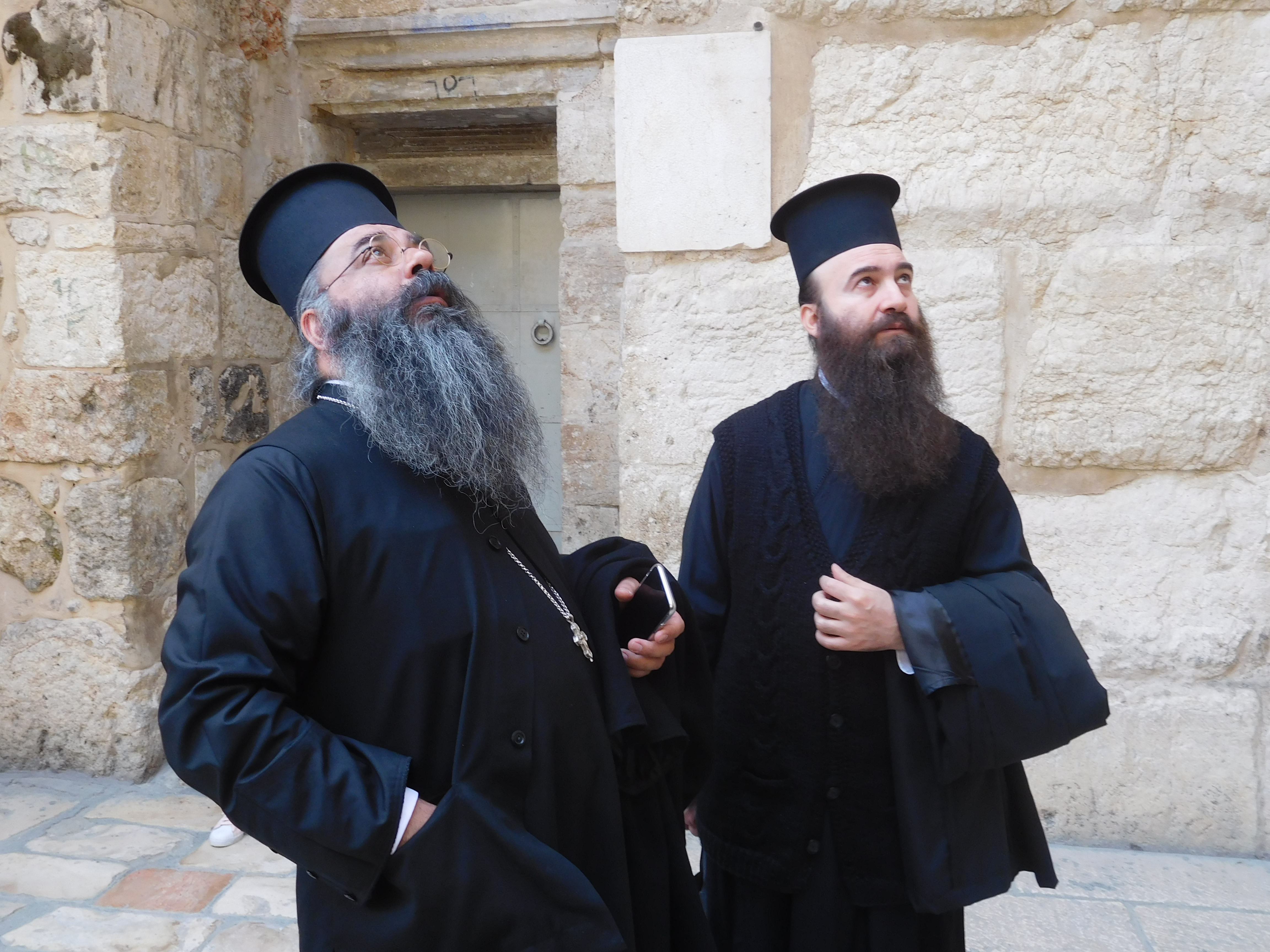
Настоятель Храма — архиепископ Исидор (справа), 2018 г.
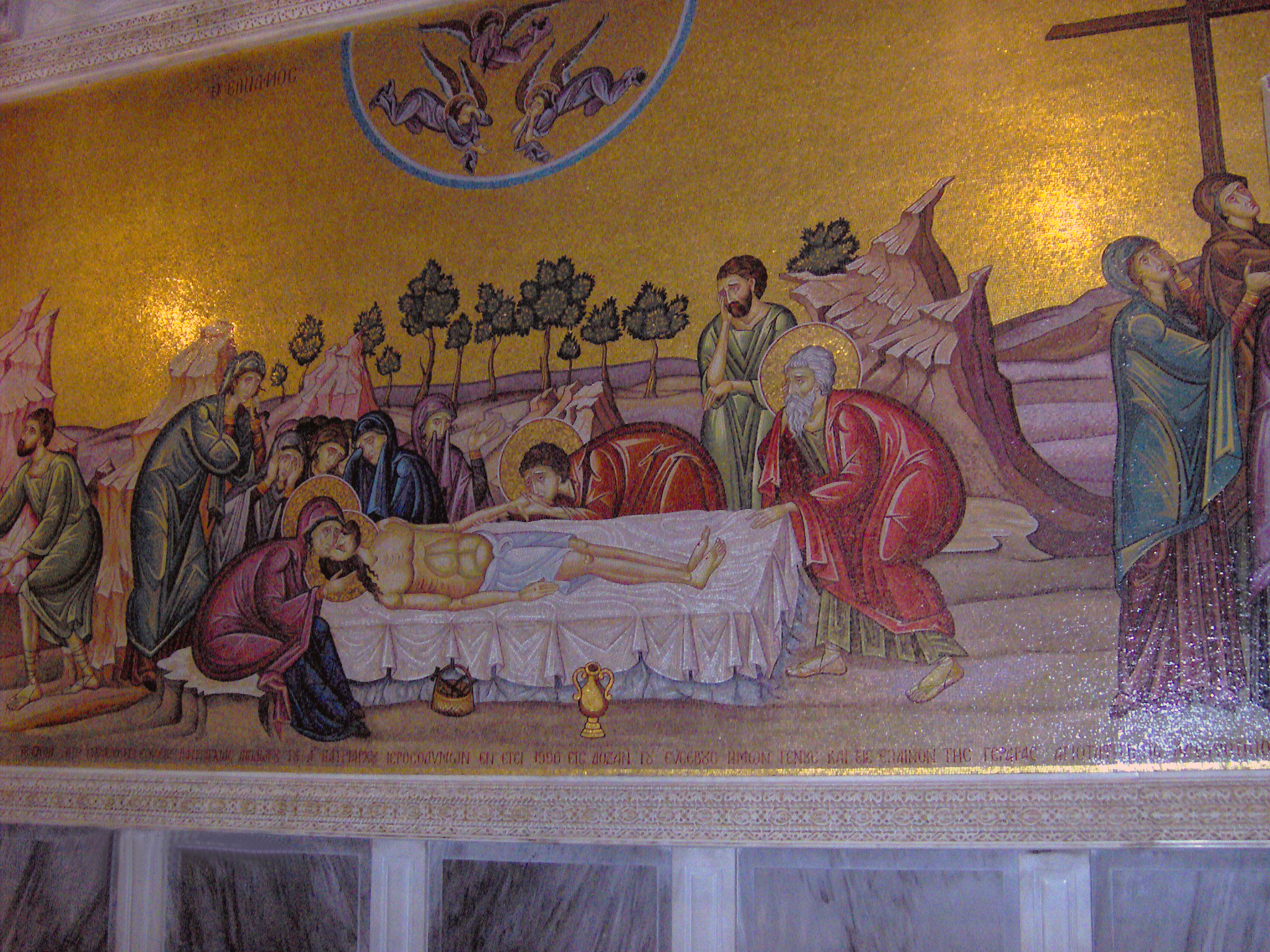
Мозаика. 1990. Расположена напротив камня помазания
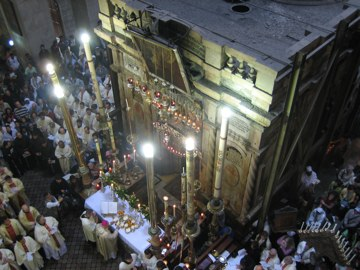
Католическая месса перед Кувуклией

### Комментарии
1. ↑  Территория восточной части Иерусалима контролируется Израилем в результате аннексии, которая не признана большинством стран международного сообщества. Статус восточной части Иерусалима является одной из проблем израильско-палестинского конфликта. См. статьи Политический статус Иерусалима и Восточный Иерусалим.
 В перечень Объектов всемирного наследия ЮНЕСКО Старый город внесён без указания Израиля или палестинского государства, как государственного представителя, в отдельный раздел «Иерусалим», с пометкой об Иордании как стране, инициировавшей внесение объекта в перечень[1].